# Galleria dell'Accademia de Florence
La Galleria dell'Accademia est un musée de Florence abrité par l'Académie du dessin de Florence créée en 1562, transférée dans ses bâtiments en 1784, situé 58-60 rue Ricasoli, entre le Duomo et la Piazza San Marco, lors de la création de l'Académie des beaux-arts de Florence. La galerie expose pas moins de sept sculptures de Michel-Ange, dont le célèbre David, œuvre emblématique du musée.
Le musée est constitué de différentes sections, dont la plus grande et la plus importante collection au monde d’œuvres picturales sur fond d’or et depuis 1996, le Musée des Instruments de musique de Florence, où de nombreux artefacts appartenant à la collection historique du Conservatoire Luigi Cherubini sont exposés.
Le musée appartient au ministère de la culture qui, depuis 2014, l'inclut parmi les instituts muséaux dotés d'une autonomie particulière[pas clair]. Avec 1 428 369 visiteurs en 2022, il est le deuxième musée d'Italie.

## Histoire

### Fondation
En 1784, le grand-duc Léopold II empereur du Saint-Empire refonde l'Académie des beaux-arts de Florence dans les locaux de l'hôpital San Matteo et du couvent San Niccolò di Cafaggio, regroupant diverses institutions, dont l'ancienne Académie du dessin de Florence, fondée en 1563 par Cosme Ier de Toscane. Une galerie dans laquelle les étudiants peuvent trouver des œuvres d'art (originales et reproduites) sur lesquelles fonder leurs connaissances, les étudier et imiter pour leur propre éducation artistique, s'ajoute au nouvel organisme chargé de l'enseignement de l'art. Les moulages en plâtre, les dessins et divers modèles sont placés dans ce qui était le couloir des hommes de l'ancien hôpital, aujourd'hui la partie de l'Académie le long de la Via Cesare Battisti, tandis que les tableaux sont disposés dans ce qui était le couloir des femmes (l'actuel Gipsoteca Bartolini).
Le noyau original de la galerie comprend deux modèles originaux en plâtre de Jean Bologne (L'Enlèvement des Sabines, toujours en place, et une Allégorie de Florence sur Pise, aujourd'hui au Palazzo Vecchio), une série de moulages modernes en plâtre d'œuvres classiques et une galerie de tableaux issue des collections de l'Académie du dessin, avec de nombreuses œuvres d'anciens membres, dont les grands maîtres florentins du maniérisme.
La galerie de peintures s'enrichit bientôt de peintures provenant de couvents, monastères et autres institutions religieuses supprimés par Léopold II en 1786 et, dans une moindre mesure, par Napoléon Ier en 1810, accueillant des chefs-d'œuvre tels que la Maestà di Santa Trinita de Cimabue et la Vierge d'Ognissanti de Giotto di Bondone, la Sant'Anna Metterza de Masaccio et Masolino, L'Adoration des mages de Gentile da Fabriano, Le Baptême du Christ d'Andrea del Verrocchio et une Vierge de Léonard de Vinci, Le Souper à Emmaüs de Pontormo, etc.  De nombreuses peintures de Fra Angelico arrivent aussi, aujourd'hui au musée national San Marco, tandis que parmi les œuvres encore au musée se trouvent les panneaux du Cabinet des Reliques de la basilique Santa Croce de Florence de Taddeo Gaddi,  le Triptyque de l'Annonciation de Lorenzo Monaco et le Christ en piété de Giovanni da Milano, ainsi que des peintures d'origine non strictement grand-ducale, comme Le Printemps de Botticelli.
L'Académie subit également des spoliations napoléoniennes perpétrées par le directeur du Louvre Dominique Vivant Denon pendant l'occupation française de 1798 à 1815. Antonio Canova ne récupère pas toutes les œuvres d'art après le Congrès de Vienne. En 1811, le Saint Jean Baptiste entre saint Antoine de Padoue et saint François de Raffaello Botticini est exposé au musée Napoléon, puis transféré au musée Salies de Bagnères-de-Bigorre en 1872. En 1812, un tableau de Sandro Botticelli, La Vierge à l'Enfant et aux quatre anges, est expédié au musée Napoléon. En 1813 la Vierge avec l'Enfant dans ses bras peinte par Jacopo Chimenti dit Jacopo da Empoli est envoyée à Paris au musée Napoléon puis au château de Maisons-Laffitte en 1919. L'Académie abrite également La Vierge et l'Enfant entourés d'anges, de saint Frediano et de saint Augustin de Fra Filippo Lippi, présent dans la Sala dell'Accademia, et la Présentation au Temple de Gentile da Fabriano, tous deux envoyés au musée du Louvre.
Par la suite, la Galerie entreprend de nouvelles acquisitions dont l'importance est constatée dans un inventaire de 1817. La même année, Léopold II décide que les œuvres lauréates des concours académiques triennaux de peinture et de sculpture y seront également exposées. À partir de 1921, la section moderne s'agrandit avec les œuvres lauréates des concours annuels d'émulation et les essais du Pensionato a Roma. Les collections couvrent ainsi l'école toscane du XIVe au XIXe siècle, avec des chefs-d'œuvre d'un prestige absolu. La disposition muséographique, cependant, est loin des normes actuelles, avec des peintures recouvrant les murs dans un mélange très confus, qui seulement en 1841, grâce au président de l'Académie Antonio Ramirez de Montalvo, sont réorganisées de manière chronologique. Tous les panneaux des XIIIe et XIVe siècles d'auteurs inconnus ou en mauvais état de conservation sont placés dans l'actuelle Galerie des Esclaves, qui en raison de leur grand nombre atteignent le plafond.

### La Galerie Ancienne et Moderne
Avec Florence, capitale de l'Italie (1865-1871), un bouleversement se produit dans tous les musées de la ville, qui touche également l'Académie, dans laquelle le secteur moderne s'agrandit avec cent quarante-six œuvres de la Galerie Moderne du palais Crocetta, qui sont disposées dans six petites pièces au premier étage, qui abritait autrefois l'école d'éloquence.
La Galerie est alors connue sous le nom de Galerie Ancienne et Moderne et constitue le premier musée d'art contemporain du nouvel État national. Les œuvres modernes présentent un intérêt particulier à l'époque et de nombreux étudiants envoient des demandes de copies afin de se tenir au courant des dernières tendances.

### Le musée Michel-Ange

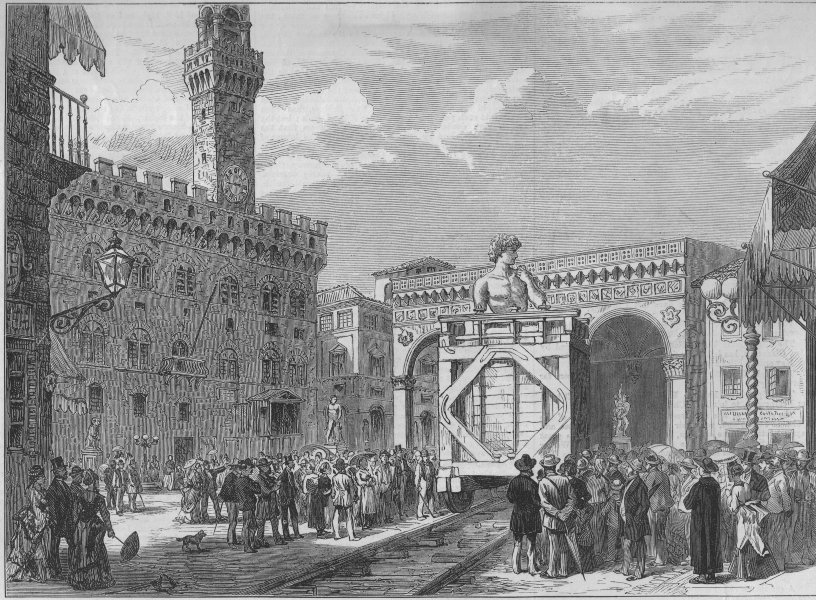
Transport du David de la Piazza della Signoria à la Galleria.

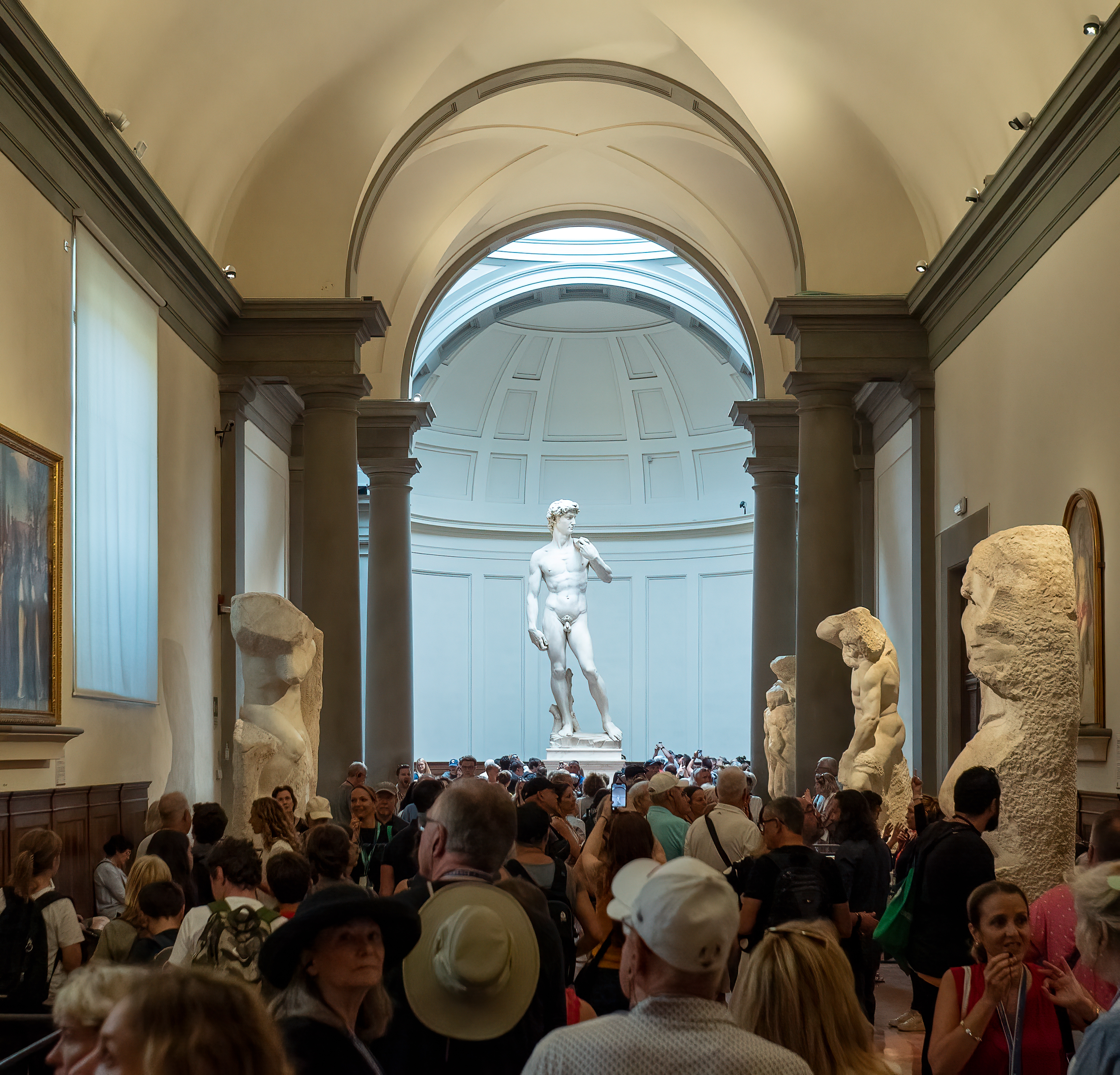
Vue du David et de la Tribune depuis la Galerie des Peintures Anciennes.

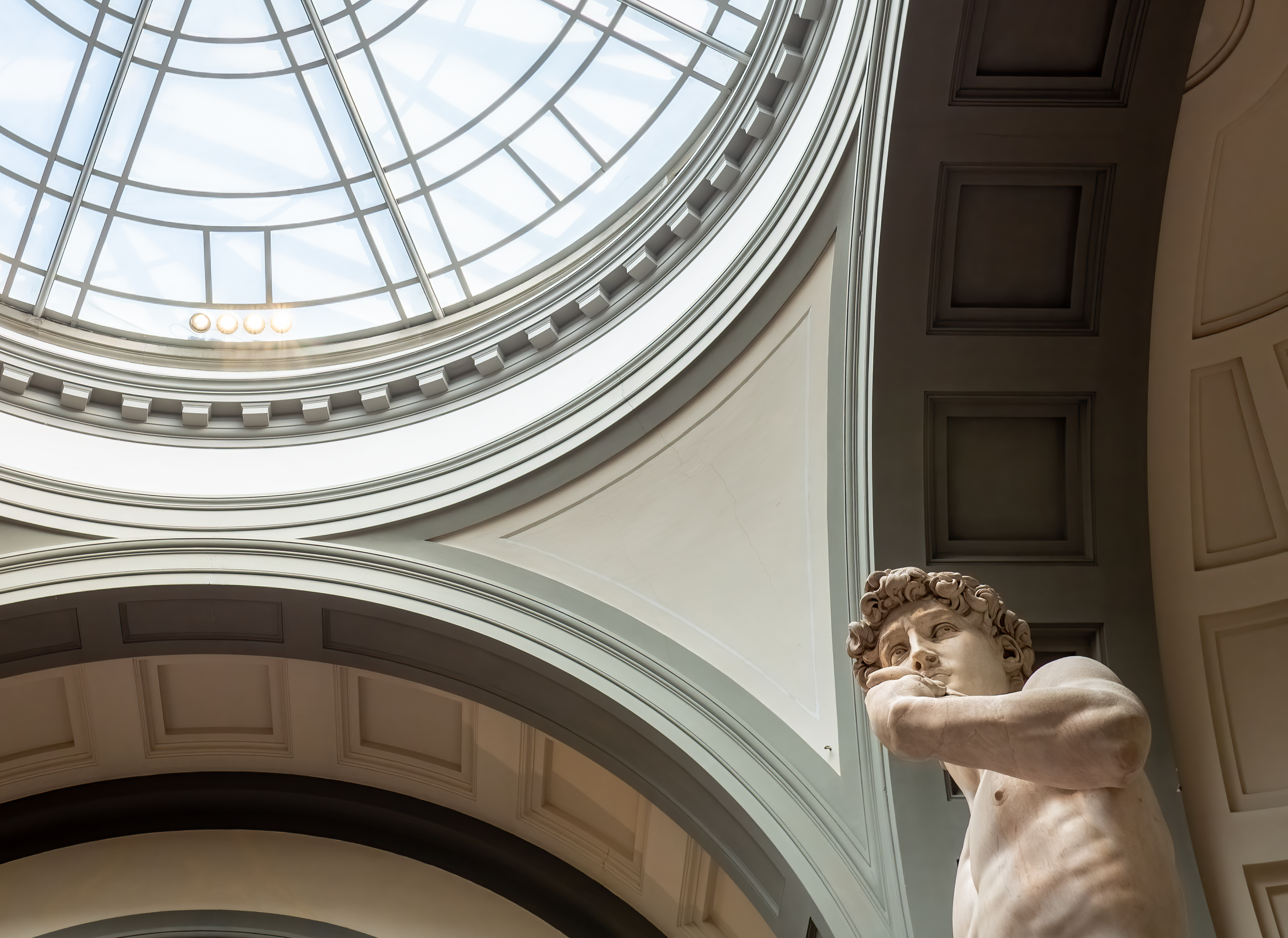
Lucarne éclairant le David.

1872 marque un tournant définitif dans l'histoire du musée, lorsqu'il est décidé d'y transférer le David de Michel-Ange, le soustrayant ainsi aux dangers de son emplacement extérieur d'origine sur la Piazza della Signoria. L'architecte Emilio De Fabris est chargé de construire une nouvelle Tribune pour la grande statue, située au fond de la Galerie des Peintures Anciennes, avec son propre éclairage assuré au sommet par une lucarne. En août 1873, la statue est attelée à un chariot en bois complexe et roulée sur des rails à travers les rues du centre de Florence jusqu'à l'Académie, où elle reste cependant enfermée dans son écrin pendant neuf ans, en attendant la fin des travaux de la Tribune.
En 1875, à l'occasion des célébrations du quatrième centenaire de la naissance de Michel-Ange, on décide de créer une exposition de reproductions en plâtre de ses chefs-d'œuvre sculpturaux, qui se déroule naturellement à l'Académie, avec comme pièce maîtresse le David. À cet effet, le projet de la Tribune est modifié et agrandi de deux bras latéraux, qui relient les deux galeries, jusque-là séparées, de l'Angelico (celle déjà appelée Galerie des Peintures Anciennes) et du Pérugin (déjà appelée Galerie des Grandes Tableaux). Pour l'occasion, le David est temporairement déballé à l'intérieur de la tribune garnie de rideaux qui recouvrent l'espace au-dessus de l'entablement encore en construction.
Le 22 juillet 1882, le musée Michel-Ange est définitivement inauguré. Les moulages des tombeaux des Médicis (vestibule), de Moïse (bras court), d'autres œuvres de moyen format dans le bras droit et sous l'arc sont placés autour du David ; les moulages de la Pietà du Vatican, de la Pietà Rondanini, du Christ de la Minerve et des Esclaves se trouvent autour du seul centre du parcours de l'exposition.
La même année, la direction de la Galerie passe de l'Institut des Beaux-Arts aux Galeries et Musées Royaux, signe que la nouvelle tendance est celle de la conservation et de la documentation historique des œuvres anciennes dans le cadre de la promotion de l'art contemporain. Dans ces années-là, la méthode d'enseignement par l'exercice de la copie devient obsolète et ne répond plus aux exigences de l'art contemporain ; l'émancipation de la Galerie de l'école artistique est presque naturelle. A cette occasion, la nouvelle entrée via Ricasoli est inaugurée.
La disposition des œuvres de la Tribune reste inchangée jusqu'au début du XXe siècle, tandis que la collection de peintures anciennes est repensée, au nom d'un nouveau sentiment qui commence à considérer les œuvres d'art non seulement comme des objets exclusivement destinées à être conservées, mais aussi comme œuvres principalement destinées à la contemplation esthétique. Cela entraîne, sous la direction de Cosimo Ridolfi (1890-1903), un cycle de restaurations et d'éclaircissements dans la Galerie des Grandes Peintures, dans laquelle de nouveaux murs en bois sont aménagés afin de séparer l'art des XIVe et XVe siècles de celui du XVIIe siècle. En outre, trois nouvelles salles sont créées (aujourd'hui les salles du XIIIe et du début du XIVe siècle, d'Orcagna et de ses disciples et des Giotteschi) à côté du bras gauche de la Galerie, où sont exposées les œuvres de Botticelli (deux salles) et du Pérugin et son école, qui y bénéficient d'une meilleure lumière. Cela coïncide avec la revalorisation de l'école florentine du XVe siècle qui a alors lieu grâce à la communauté anglo-saxonne résidant dans la ville. Botticelli en particulier, après les études de Pacher et Herbert Horne, devient l'objet d'un véritable culte au début du XXe siècle, suscitant un grand enthousiasme du public. Les peintures du maître, dans leur nouvel emplacement, deviennent un pôle d'attraction capable même d'éclipser le David et Michel-Ange.
Peu de temps après, Ridolfi travaille également dans la Galerie des Peintures Anciennes, où sont encore entassés les polyptyques des XIVe et XVe siècles. Ils sont supprimés en décorant les murs avec une série de tapisseries avec des Histoires d'Adam et Ève, devant lesquelles sont alignés quelques moulages d'œuvres mineures de Michel-Ange. Les œuvres retirées sont placées dans les trois salles adjacentes au Salon (aujourd'hui les salles florentines), convenablement décorées et éclairées, la première étant entièrement dédiée à Fra Angelico.

### Dépossessions et réenrichissements

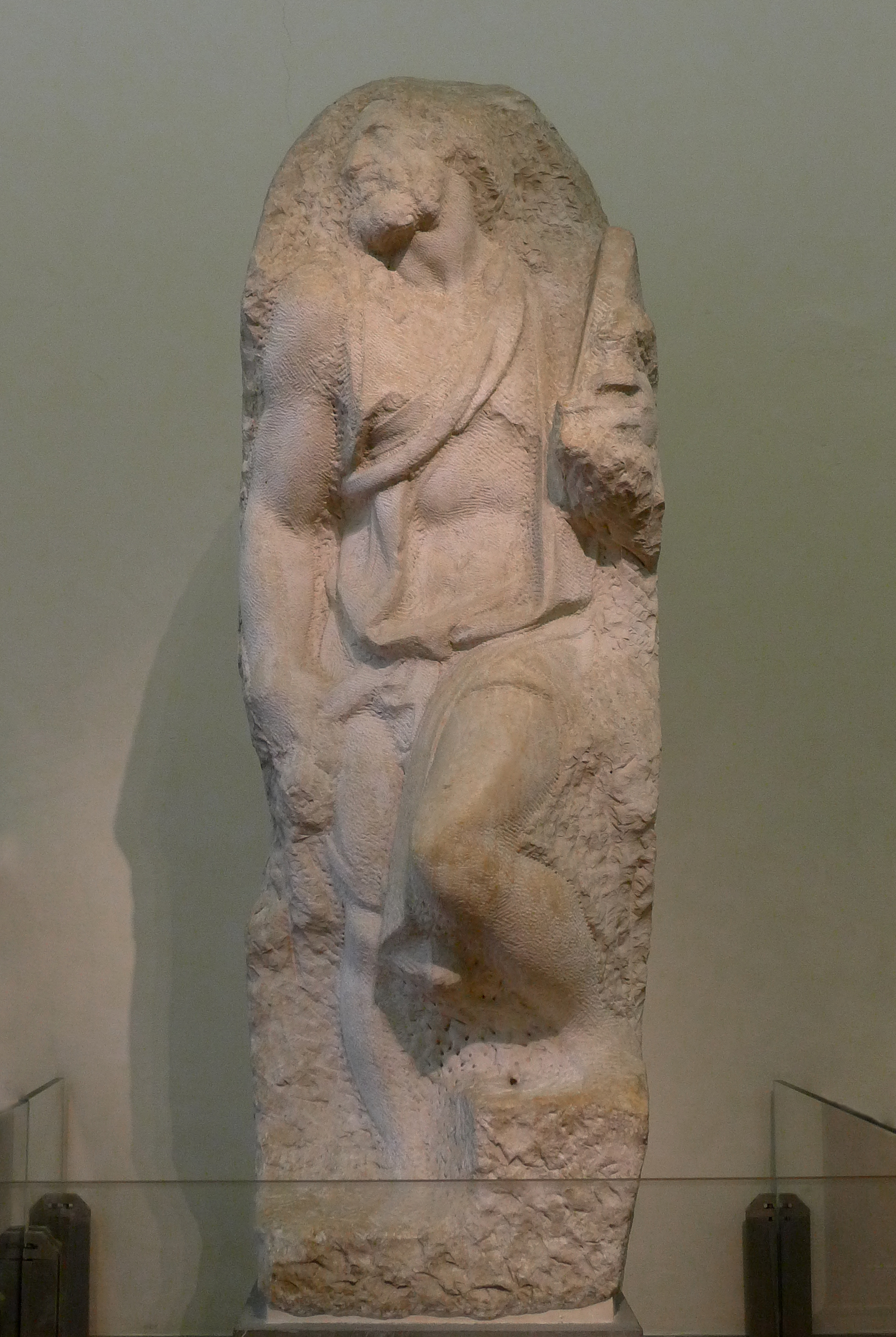
Michel-Ange, Saint Matthieu.

Le nouvel arrangement ne dure que quelques années, puisque dès 1914, à la suite d'un nouvel accord entre l'État et la municipalité, toutes les collections d'art contemporain sont réunies et attribuées, à partir de 1920, à la seule Galerie d'Art moderne du Palais Pitti. Les œuvres non sélectionnées pour le nouveau musée sont dispersées dans divers dépôts d'institutions, de bureaux d'État et municipaux. Puis, en 1919, avec la réorganisation de toutes les collections de la ville, un noyau d'œuvres majeures de l'école florentine est affecté au musée des Offices, et enfin en 1922 les œuvres de Fra Angelico au nouveau musée national San Marco.
Avec le transfert des œuvres contemporaines, la galerie ne peut plus être qualifiée d'« Ancienne et Moderne », mais devient désormais la Galleria dell'Accademia et, pendant encore quelques années, le Musée Michel-Ange.
Dès la première décennie du XXe siècle, une polémique surgit à propos des copies des sculptures, déclenchée par l'installation de la réplique de David sur la Piazza della Signoria, qui fait rapidement comprendre que la présence des moulages, dictée par des exigences didactiques, des valeurs et aspirations positivistes, est désormais complètement dépassée et injustifiée. Corrado Ricci, alors directeur des Galeries florentines, décide de faire prévaloir la notion d'authenticité dans les critères d'exposition, en supprimant la plupart des moulages en plâtre exposés depuis le centenaire et en rassemblant un noyau d'œuvres originales de Michel-Ange. Les Esclaves sont alors transférés, dont le problème de leur dégradation dans la grotte de Buontalenti du jardin de Boboli a déjà été soulevé, ainsi que le Saint Matthieu qui, depuis des années, « somnolait sous l'atrium de l'Académie ». Ils arrivent à la Galerie en 1909, venant compléter le River Torso que l'Académie des Beaux-Arts a déjà vendu en 1906. Le Génie de la Victoire parvient également du musée national du Bargello en 1905. Ces œuvres remplacent les moulages en plâtre de la Galerie des tapisseries, à l'exception des moulages des deux Esclaves du usée du Louvre, jugés utiles pour compléter la série. Les moulages des œuvres majeures autour de la Tribune restent également, mais apparaissent très vite inappropriés ; ils ne sont retirés qu'en 1938 et ont depuis été placés dans la Galerie de moulages en plâtre de l'Institut d'art près de Porta Romana. Les moulages en plâtre des Esclaves sont transférés en 1946, d'abord à la Casa Buonarroti, puis au musée Michel-Ange à Caprese Michelangelo, où se trouvaient déjà certains des moulages en plâtre centenaires, toujours sur place.
En 1921, sur proposition d'Ugo Ojetti, le Génie de la Victoire est ramené dans la Salle des Cinq-Cents du Palazzo Vecchio, tandis qu'en 1939 la galerie s'enrichit de la Pietà di Palestrina, achetée par l'État italien, alors conservée dans une chapelle du palais Barberini de Palestrina, aujourd'hui généralement considérée comme une œuvre de l'école de Michel-Ange. Enfin, en 1965, le Torse de la rivière part également à la Casa Buonarroti à la demande de Charles de Tolnay, afin de compléter la série de modèles de Michel-Ange.
L'ajout de la Sala del Colosso et de celle de l' Anticolosso remonte aux années 1930, destinées à abriter les grands retables du XVIe siècle florentin. Après la Seconde Guerre mondiale, avec la réorganisation des Offices, quelques peintures grand format du Pérugin sont présentées (Polyptyque de l'Annunziata avec Filippino Lippi), qui sont acceptées à l'Académie. La réorganisation de la Sala del Colosso et de celle de l'Anticolosso remonte aux années 1950, sous la direction de Luisa Becherucci, destinée à résumer l'histoire artistique de Florence entre le XVe et le XVIe siècle, qui n'est redéfinie qu'au début des années 1980, lorsque la Sala del Anticolosso est utilisée pour faire place à la nouvelle billetterie et à la librairie, avec les œuvres de Pontormo, Bronzino et Alessandro Allori, qui sont ensuite placées derrière les œuvres de Michel-Ange à la place des tapisseries, intensifiant la comparaison directe entre ces œuvres et l'influence de Michel-Ange.

### La Galerie aujourd'hui

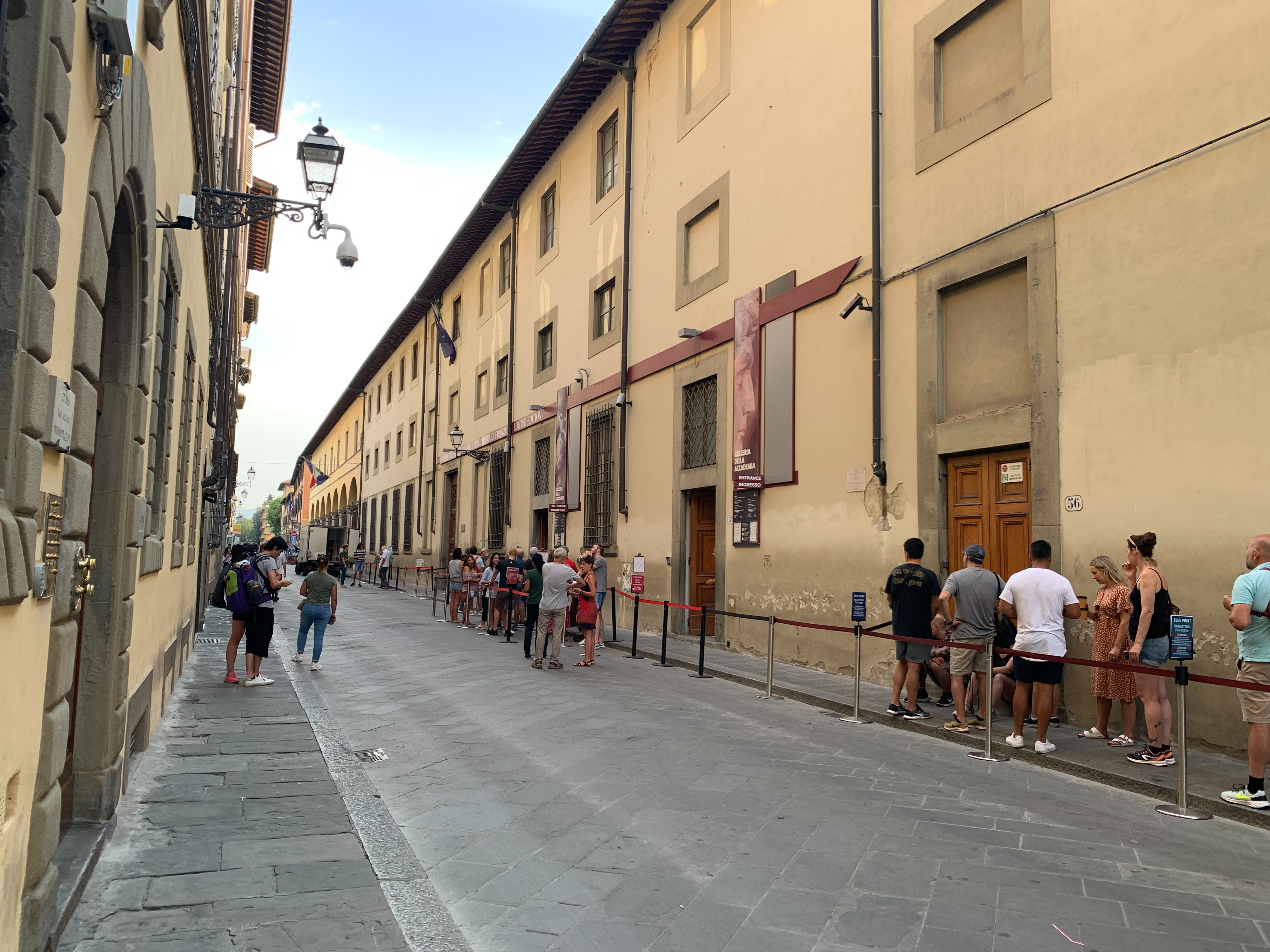
Via Ricasoli.

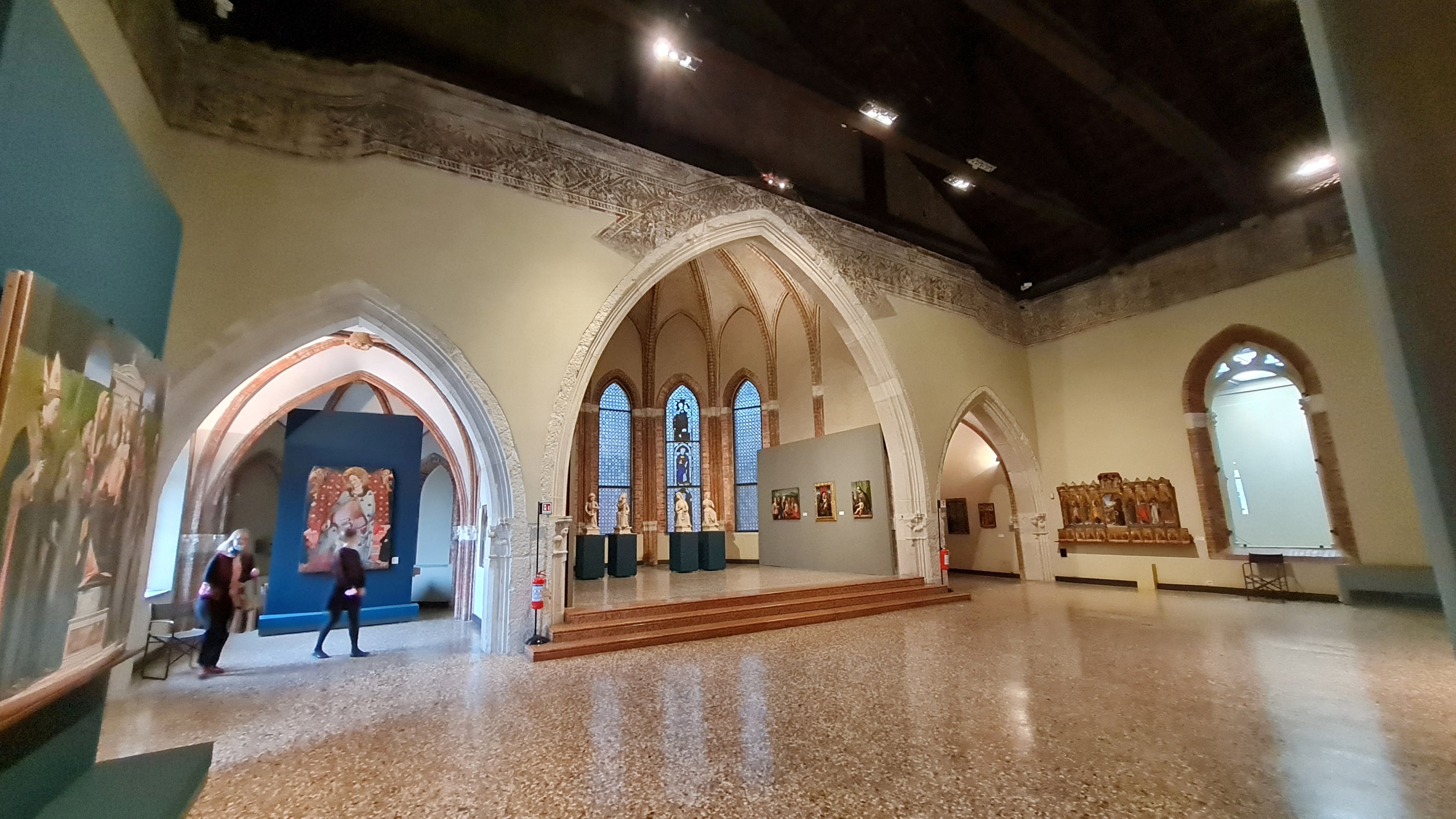
Vue de la Galleria dell'Accademia.

Les directeurs de ces dernières années, de Luciano Bellosi à Giorgio Bonsanti et Franca Falletti, ont tenté de restituer un fil conducteur à l'ensemble de la collection du musée, qui, avec de nombreuses soustractions et ajouts, est devenue plutôt inégale et fragmentée.
Ces projets prennent forme avec la création de la salle du XIXe siècle en 1983-1985, organisée par Sandra Pinto, et des salles de peintures de la fin duXIVe siècle au premier étage en 1998, organisées par Angelo Tartuferi ; ces salles sont réaménagées d'une manière plus attractive en 2010 et une salle pédagogique est ajoutée en 2012. Ces interventions consolident le discours chronologique de l'exposition en couvrant un parcours continu dans l'art florentin du XIIIe au XIXe siècle, comme c'était l'intention originale de Léopold II. Ajouté en 1996, le musée des Instruments de musique de Florence appartient au Conservatoire Luigi Cherubini adjacent. Un futur projet n'exclut pas un accès coordonné avec l'autre grande institution culturelle du quartier, l'Opificio delle pietre dure et son musée. En 2021, la collection d'icônes russes du XVIIIe siècle provenant des collections de la maison de Lorraine, est déplacée au rez-de-chaussée du palais Pitti, formant le nouveau « Musée des Icônes ».
Malgré cela, un problème  persiste dans la galerie, qui sera peut-être résolu dans les études et projets futurs : l'absence de fil chronologique reliant les différentes œuvres du musée, qui apparaissent aujourd'hui fragmentées dans des salles non contiguës. De plus, la demande du public est toujours inévitablement liée à la présence du David, qui, à lui seul, polarise une grande partie de l'attention des nombreux visiteurs ; cela montre également à quel point les propositions visant à déplacer le chef-d'œuvre de Michel-Ange vers d'autres endroits tels que la gare Leopolda, sont loin d’être réalisables pour décongestionner, selon l’idée des proposants, le flux touristique du centre historique,.
Après près de quarante ans de direction de Franca Falletti, Angelo Tartuferi, le plus grand expert mondial de l'art de Michel-Ange, et en particulier de la statuaire du grand sculpteur florentin, a pris la relève en 2013.

## Différentes salles

### Sala del Colosso
La Sala del Colosso doit son nom au gigantesque plâtre d'un des dioscures de la fontaine des Dioscures qui s'y trouvait autrefois, aujourd'hui dans la galerie des moulages en plâtre de l'Institut d'art de la Porta Romana. Cette salle expose en particulier des sculptures originales, dont celles remplacées par des copies dans la Loggia des Lanzi. Au centre se trouve l'esquisse originale en argile brute de l'Enlèvement des Sabines de Jean Bologne, tandis que sur les murs se trouvent de nombreux exemples de peinture florentine des XVe et XVIe siècles florentins, avec des œuvres de grands maîtres comme Paolo Uccello, Botticelli, Le Pérugin, Filippino Lippi, Domenico Ghirlandaio, et d'autres qui documentent l'activité des ateliers de la ville.
Sont notamment présentés :
- Saint Étienne entre les saints Jacques et Pierre (222 × 222 cm) de Domenico Ghirlandaio ;
- La Vierge à l'Enfant avec deux anges et Jean-Baptiste de Botticelli ;
- La Madone de la mer de Botticelli ou de Filippino Lippi ;
- Le Retable de Vallombrosa du Pérugin ;
- La Visitation de la Vierge avec sainte Anne du Pérugin ;
- Marie de Magdala de Filippino Lippi ;
- Polyptyque de l'Annunziata de Filippino Lippi et du Pérugin ;
- Isaïe et Joseph de Fra Bartolomeo ;
- La Thébaïde de Paolo Uccello ;
- les panneaux du Corteo nuziale du cassone dit « Adimari » (1440 -1450) de Lo Scheggia.

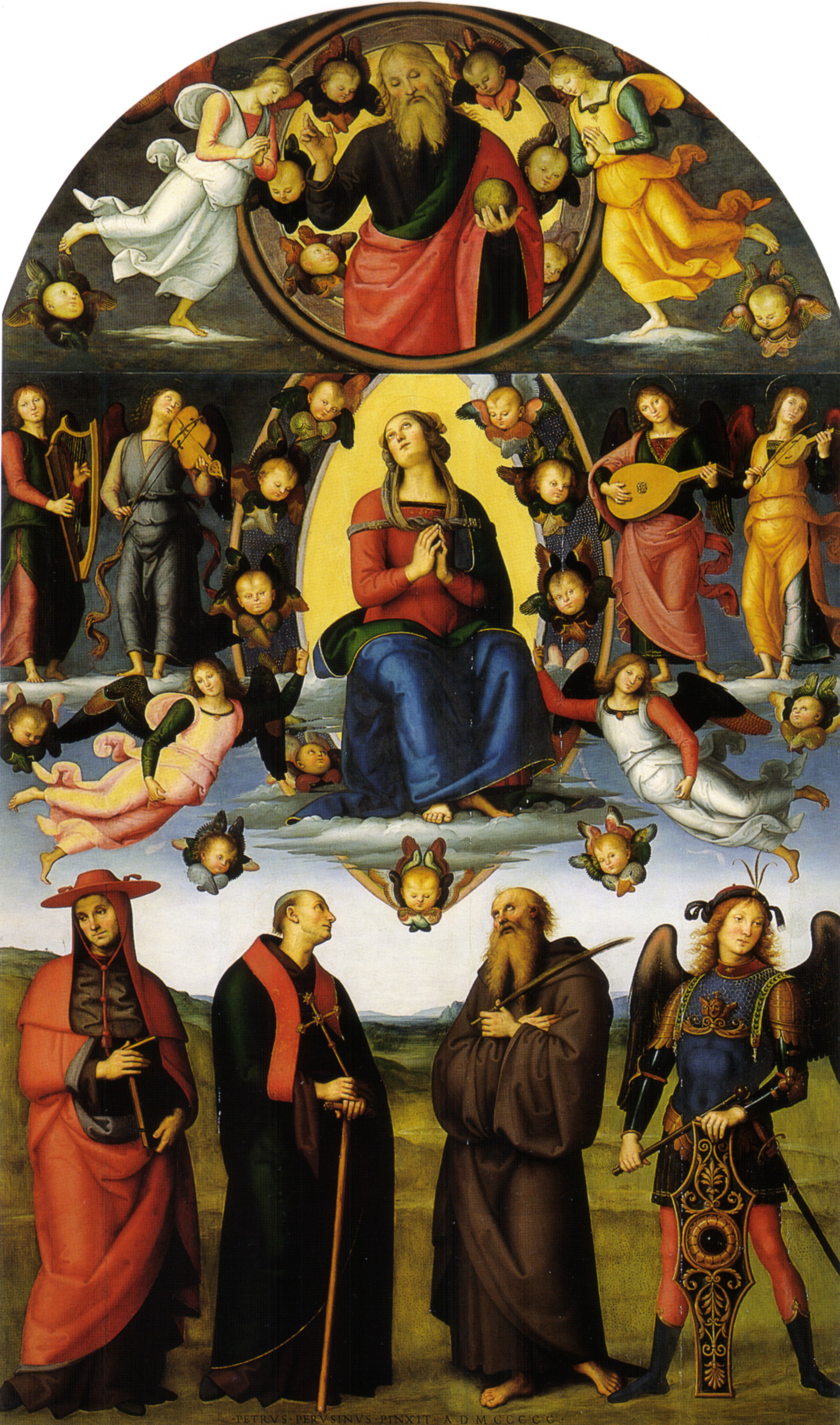
Le Prérugin, Retable de Vallombrosa.
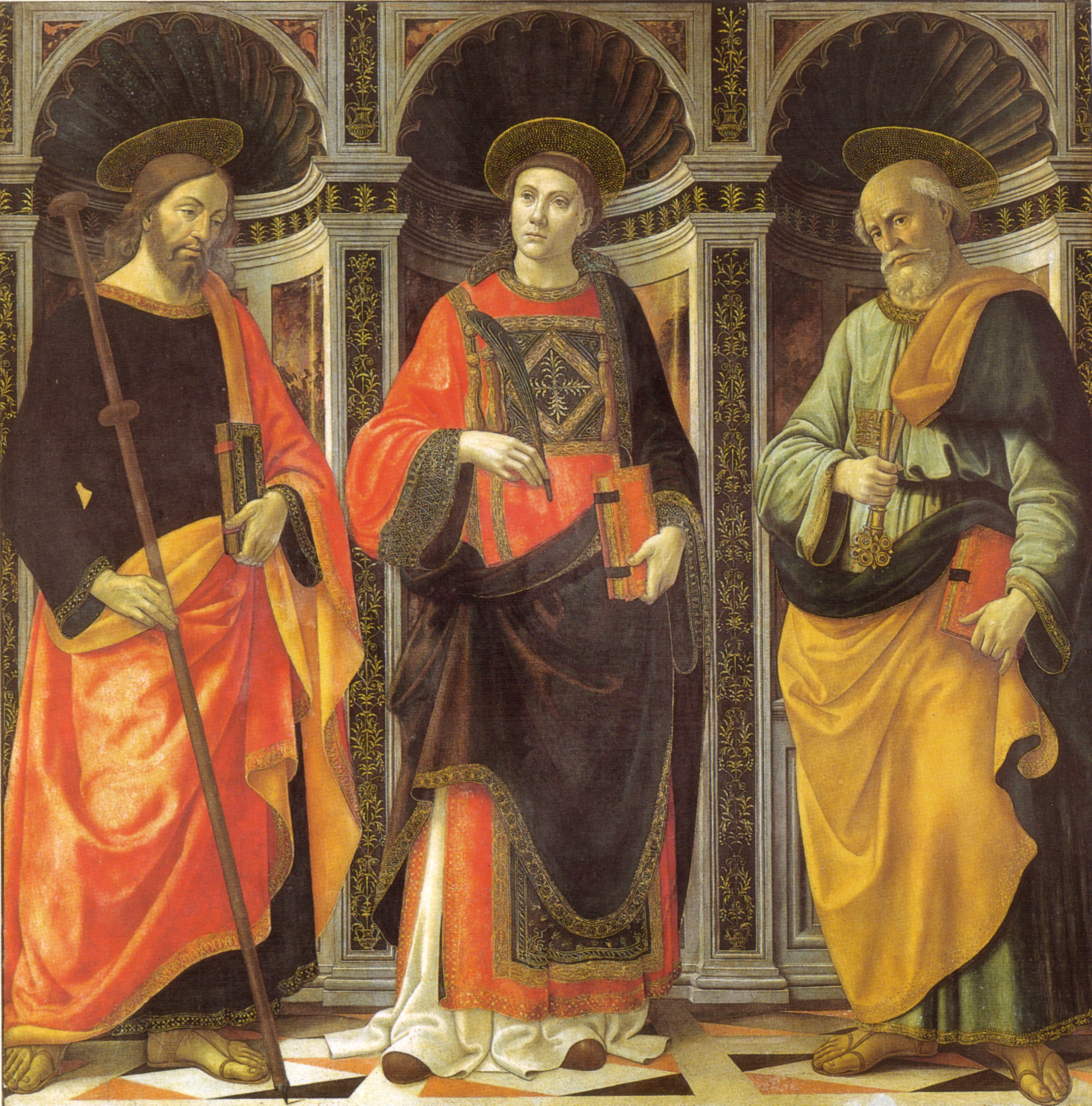
Ghirlandaio, Saint Stéphane entre les saints Jacques et Pierre.
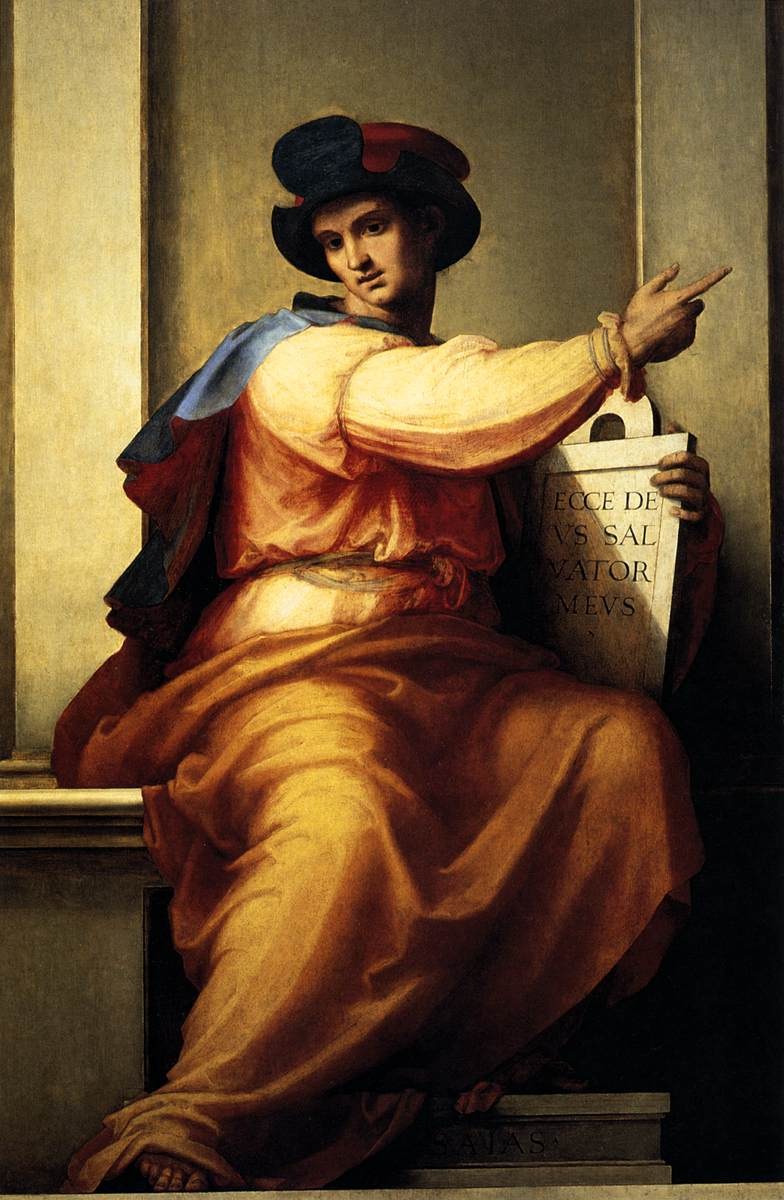
Fra Bartolomeo, Isaïe.
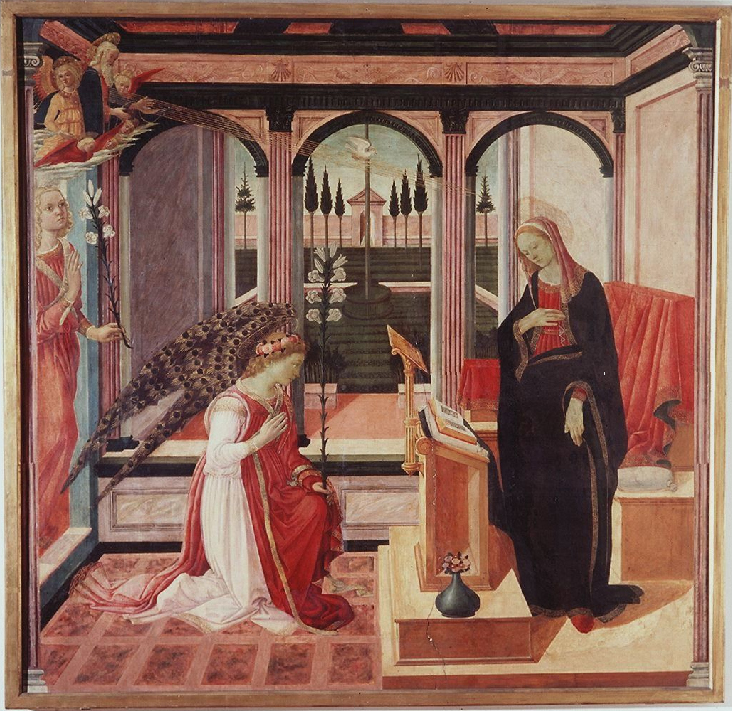
Filippino Lippi, Annonciation.
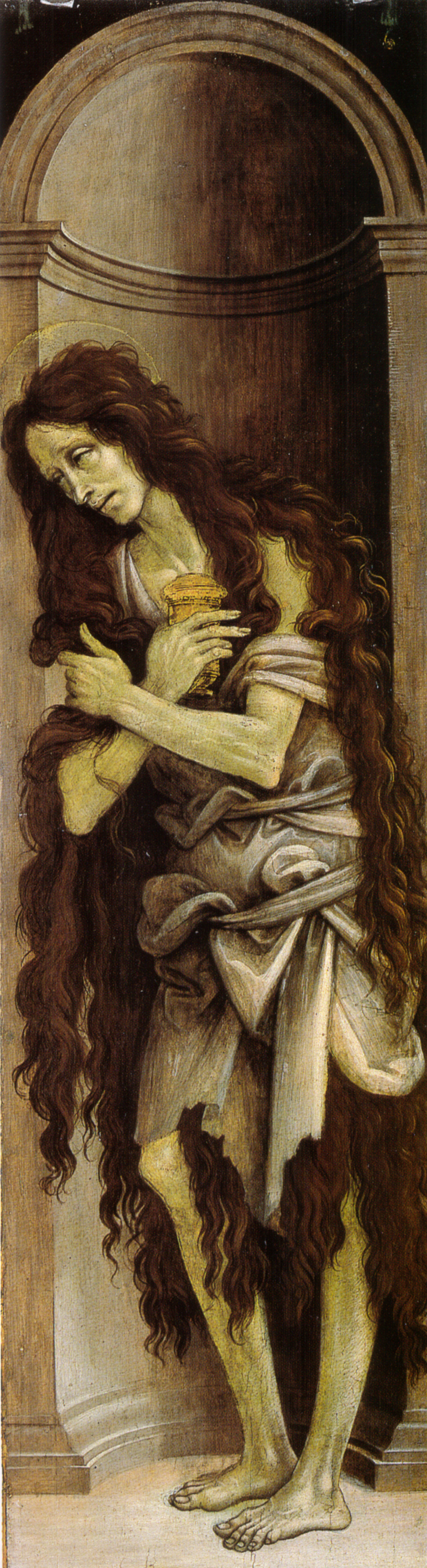
Filippino Lippi, Marie de Magdala.

### Galleria dei Prigioni
La Galerie des captifs (ou des prisonniers), consacrée aux ébauches de Michel-Ange et à sa Pietà di Palestrina, mène à la Tribune de David. Elle doit son nom aux quatre sculptures représentant des nus masculins, appelés Esclaves, créées par Michel-Ange pour le tombeau de Jules II, mais utilisées par le grand-duc Cosme Ier de Toscane comme ornements d'angle de la grotte de Buontalenti dans le jardin de Boboli, entrés dans la galerie en 1909. La Pietà di Palestrina a été acquise en 1939 et le Saint Matthieu en 1909. Des œuvres du XVIe siècle sont présentées sur les murs.
La Galleria a accueilli autrefois les « Peintures anciennes », placées les unes à côté des autres jusqu'au plafond, puis les moulages de Michel-Ange, avec une série de tapisseries sur les murs, tandis qu'aujourd'hui les œuvres originales de Michel-Ange ou de son école sont mises en scène de manière étudiée pour conduire le visiteur, dans un crescendo émotionnel, aux pieds de David .
Œuvres présentes :
- Andrea del Sarto, Christ en piété, v. 1525
- Daniele da Volterra, Buste de Michel-Ange, v. 1560
- Francesco Granacci, Vierge à l'Enfant avec des saints, v. 1510
- Mariotto Albertinelli, Annonciation, 1510
- Michel-Ange (attribution incertaine), Pietà di Palestrina, v. 1560
- Michel-Ange :
  - Saint Matthieu, 1505-1506
  - Atlas esclave, v. 1530
  - Esclave barbu, v. 1530
  - Esclave s'éveillant , v. 1530
  - Jeune esclave, v. 1530
- Michele Tosini :
  - Zenobia, v. 1560-1570
  - Figure idéale de femme, v. 1560-1570
- Ridolfo del Ghirlandaio :
  - Saint Zanobi ressuscite un enfant, v. 1516
  - Translation du corps de saint Zanobi, v. 1516

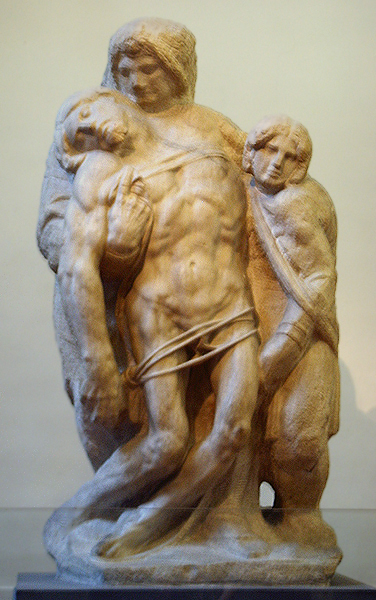
Michel-Ange, Pietà di Palestrina.
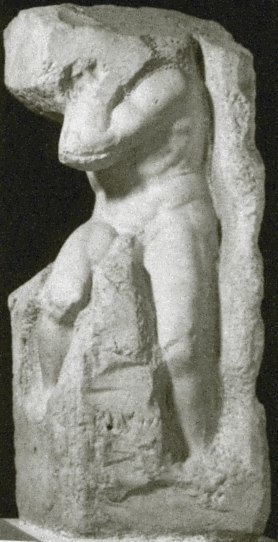
Michel-Ange, Atlas esclave.
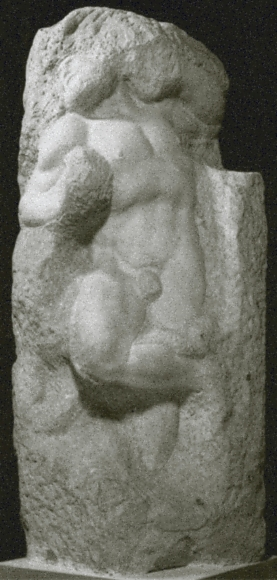
Michel-Ange, Esclave s'éveillant.

### Tribune deDavid

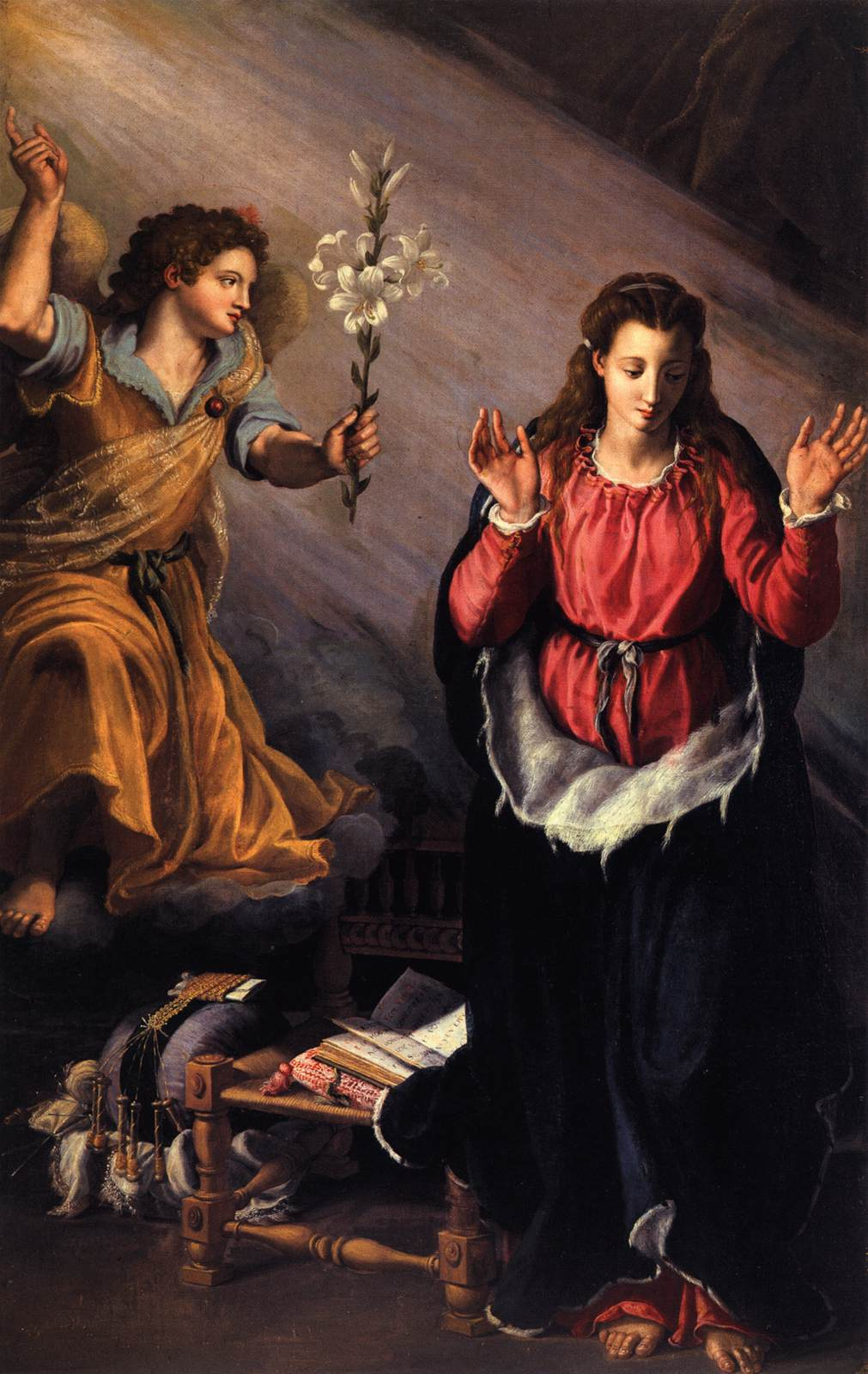
Alessandro Allori, Annonciation.

Depuis 1873, la salle accueille le David de Michel-Ange, créé entre 1501 et 1504 et provenant de la Piazza della Signoria. La salle se poursuit dans les deux bras latéraux, où se trouvent des œuvres de l'école maniériste.
Parmi les autres œuvres sont présentes dans les bras latéraux de la Tribune de David :
- Buste de Michel-Ange, bronze par son élève Daniele da Volterra ;
- Santi di Tito, Déposition de la Croix avec la Vierge et saints, 1576–1600 et Entrée du Christ à Jérusalem, 1569-1579 ;
- Alessandro Allori, Annonciation, 1603 ;
- Cosimo Gamberucci, Saint Pierre guérit l’infirme, 1599 ;
- Alessandro Allori :
  - Baptême du Christ, 1591,
  - Couronnement de la Vierge, 1593,
  - Annonciation, 1579,
  - Vierge à l'Enfant et Saints, 1575 ;
- Bronzino, Déposition, 1561 ;
- Pontormo, Vénus et Cupidon (ou Vénus et l'Amour), 1533, d'après Michel Ange ;
- Francesco Salviati, Vierge à l'Enfant, saint Jean-Baptiste et un ange, 1540-1550 ;
- Maso da San Friano, Trinité et saints, 1560-1570 ;
- Carlo Portelli, Dispute sur l’Immaculée Conception, 1566 ;
- Giuliano Bugiardini, Vierge à l'Enfant et saint Jean-Baptiste, 1520.

Détails du David de Michel-Ange
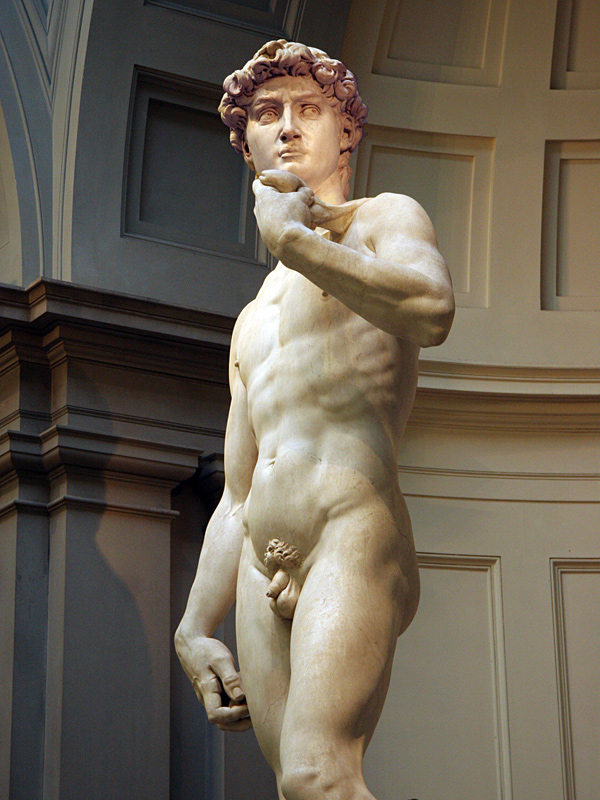
Vue de droite.
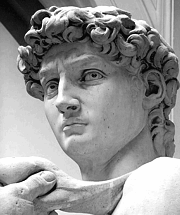
Le visage.

### Galerie des plâtresBartolini

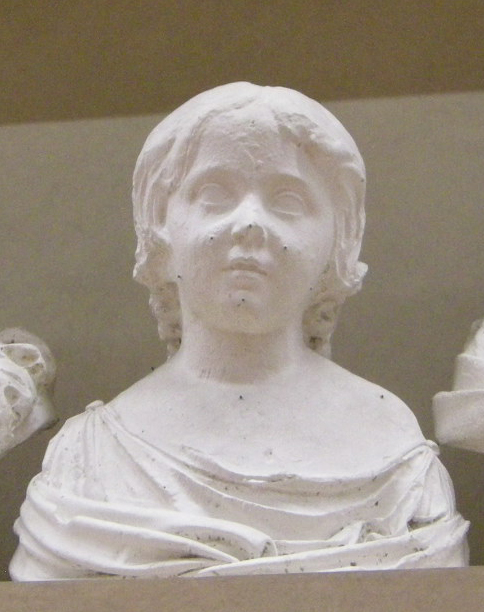
Lorenzo Bartolini, Portrait d'Elisa Bonaparte jeune.

L'aspect ancien de la salle, créée à partir de la salle des femmes de l'ancien hôpital San Matteo, est connu à partir d'une fresque monochrome réalisée par Pontormo, qui y est conservée.
Nommée aussi Salone dell'Ottocento, aujourd'hui cette salle rassemble une collection de peintures et de sculptures d'artistes du XIXe siècle en relation avec l'Académie des Beaux-Arts, parmi lesquelles les moulages en plâtre de Luigi Pampaloni et de Lorenzo Bartolini, avec les épreuves en plâtre (gesso) du XIXe siècle des grandes œuvres effectuées par les élèves de l'Académie, comme Pampaloni et Silvestro Lega, disposées telles qu'elles avaient été placées par l'artiste dans son atelier du Borgo San Frediano à Florence.
Les peintures font partie des œuvres exposées lors des concours de peinture, organisés entre 1794 et 1868, de l'Académie des Beaux-Arts.
Quelques œuvres présentées :
- Lorenzo Bartolini :
  - Machiavel (1845-1846), copie de l'original figurant au Piazzale degli Uffizi,
  - Médaillon avec profil masculin (ap. 1815),
  - La Charité éducatrice, bozzetto, (1820-1830),
  - Lady Mary Tighe (1820), Relief avec figure masculine (ap. 1815),
  - Portrait d’une petite fille (1820-1825),
  - Emma et Giulia Campbell (1819-1820),
  - Jean-Auguste Dominique Ingres (ap. 1815),
  - Relief avec des figures (ap. 1815),
  - La Justice qui protège l’Innocence, relief fragmentaire, (ap. 1815),
  - Portrait de Frances Anne Vane-Tempest, marquise de Londonderry, avec son fils George (1823),
  - La Charité éducatrice (1817-1824),
  - Portrait de Anne Lullin de Châteauvieux épouse Eynard (1820-1822) ;
- Francesco Nenci, Un berger détache les lacets d'Oedipe (1817) ;
- Odoardo Borrani, Alla Galleria dell'Accademia (1860-1870) ;
- Francesco Sabatelli, copie de L'Assomption de la Vierge (Titien) (1827) ;
- Irene Parenti Duclos, copie de la Madonna del Sacco d'Andrea del Sarto (1775) ;
- Cesare Mussini, La Musique sacrée (1830).

### Sala del Duecento e del primo Trecento

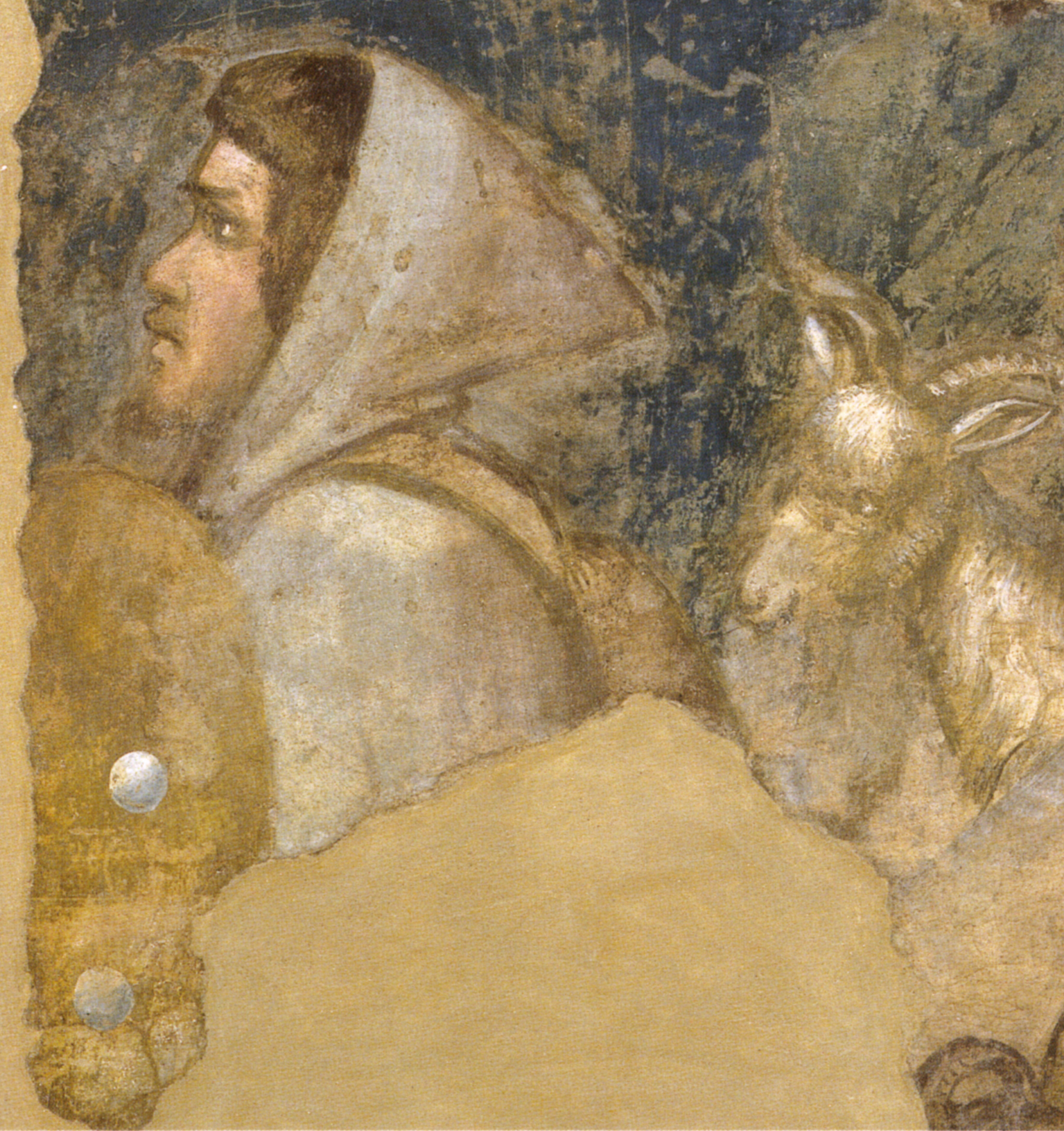
Fragment d'une fresque de Giotto.

Située au rez-de-chaussée, cette salle est consacrée aux peintres gothiques du Duecento et du début du Trecento à fond doré, typique du style byzantin, s'appuyant sur l'important dépôt de panneaux dorés de la Galerie. La salle centrale, du XIIIe et du début du XIVe siècle, présente des peintures antérieures à Giotto ou à ses contemporains, avec un rare fragment attribué à Giotto lui-même et provenant de la Badia Fiorentina :
- Peintre lucquois, Madonna col Bambino e due angeli (1240-1250) ;
- Peintre florentin, Madonna col Bambino (1250-1260) ;
- Guido da Siena, Madonna in trono col Bambino (1270-1275) ;
- Maître de la Madeleine :
  - Maddalena penitente e otto storie della sua vita (1280-1285),
  - San Giovanni evangelista e storie della sua vita; San Jacopo e storie della sua vita (1280-1290) ;
- Peintre florentin, Croce dipinta (1290) ;
- Grifo di Tancredi, Madonna col Bambino e santi (1300) ;
- Pacino di Bonaguida : 
  - Albero della Vita (1305-1310),
  - San Nicola; San Giovanni Evangelista; San Procolo (1305-1310),
  - Crocifissione e santi (1315-1320),
  - Madonna col Bambino (1320-1339) ;
- Maestro del crocifisso Corsi, Cristo crocifisso fra i dolenti e il committente genuflesso (1315) ;
- Giotto et atelier, Testa di pastore (1315-1325) ;
- Maestro della Santa Cecilia, Maestà (1320-1325).

### Sala di Giotto e della sua scuola

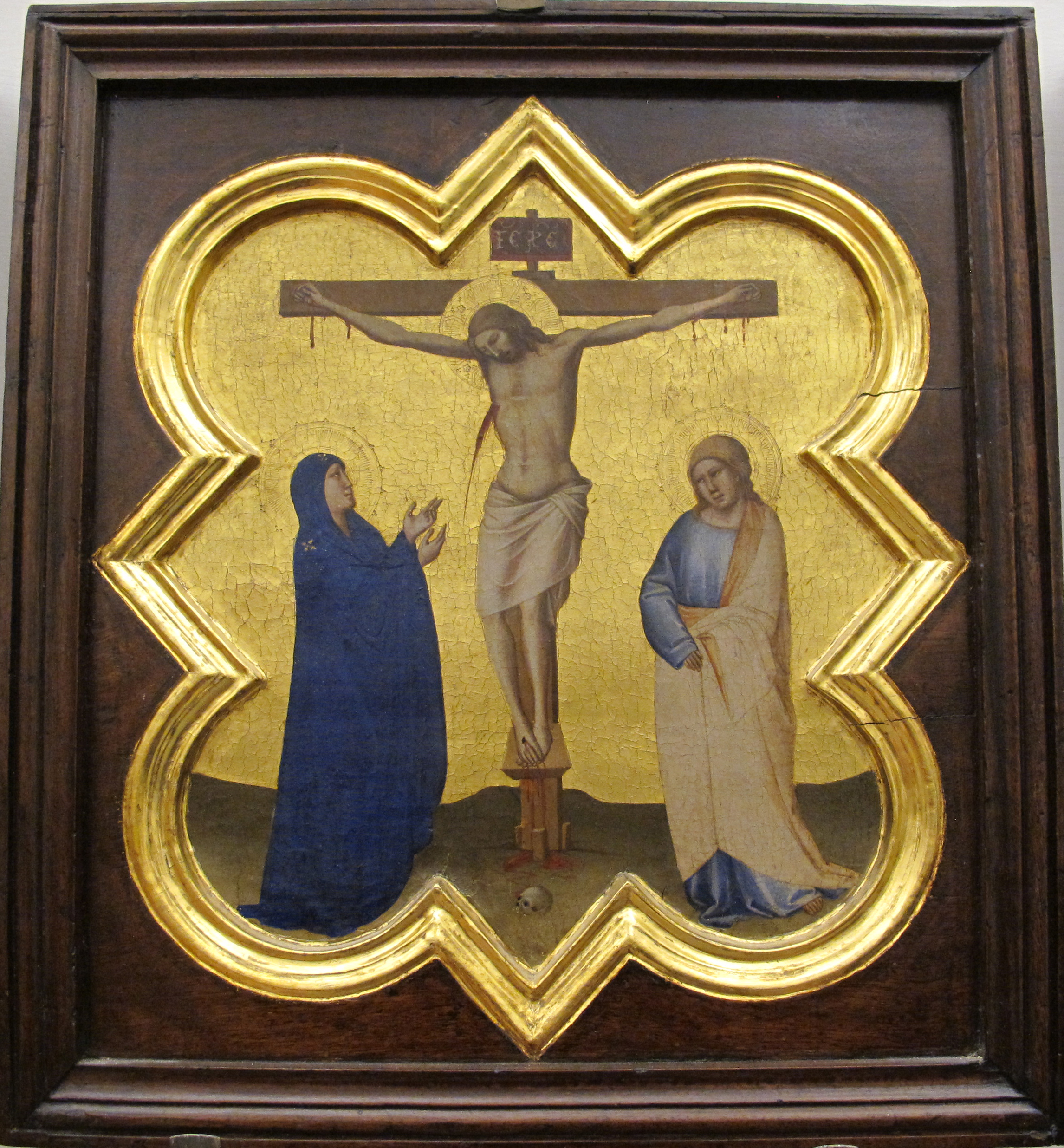
Taddeo Gaddi, Médaillon de Santa Croce.

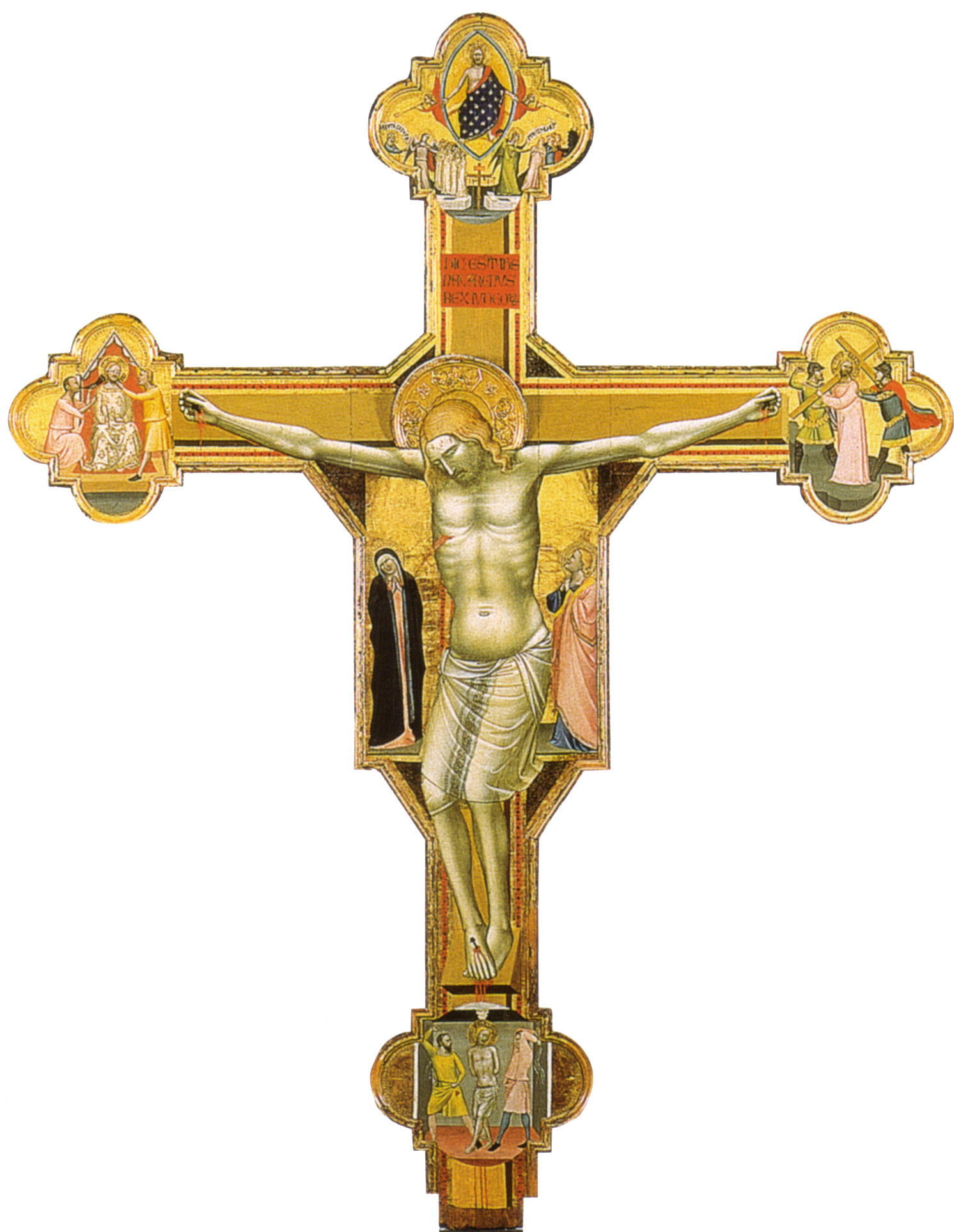
Bernardo Daddi, Croix peinte.

La salle est aménagée avec des œuvres d’artistes florentins du XIVe siècle disciples de Giotto :
- Jacopo di Casentino :
  - San Bartolomeo e angeli (v. 1340),
  - Sant'Egidio, San Giovanni Battista, San Giovanni Evangelista ;
- Maestro delle effigi domenicane, Incoronazione della Vergine e santi, Madonna col Bambino e santi (1340-1345) ;
- Puccio di Simone, Madonna dell'Umiltà e santi, polittico (1350-1360) ;
- Bernardo Daddi :
  - Crocifissione, San Cristoforo (1340-1348),
  - San Bartolomeo, San Lorenzo (v. 1340),
  - Crocifissione (1343),
  - Incoronazione della Vergine con angeli e 42 santi (1340-1348),
  - Crucifix (1338-1343),
  - avec Puccio di Simone, Crocifissione con i dolenti e la Maddalena ai piedi della Croce, Santa Maria Maddalena, san Michele Arcangelo, san Giuliano, santa Marta,
  - Madonna col Bambino e santi, Crocifissione, L'incontro dei tre vivi con i tre morti (1340),
  - Madonna in trono con Bambino e Santi (1333) ;
- Taddeo Gaddi :
  - Formelle dell'armadio della sacrestia di Santa Croce, médaillon (1330-1340),
  - Madonna col Bambino e angelo annunziante, San Giovanni Battista e san Pietro e Vergine annunciata (1345-1350),
  - Madonna col Bambino (v. 1355),
  - Madonna in trono tra due angeli e quattro santi (1330-1335) ;
- Niccolò di Pietro Gerini, Cristo benedicente e due profeti, Cristo in pietà tra la Vergine e san Giovanni Evangelista e santi (1390-1410).

### Sala di Giovanni da Milano e degli Orcagna

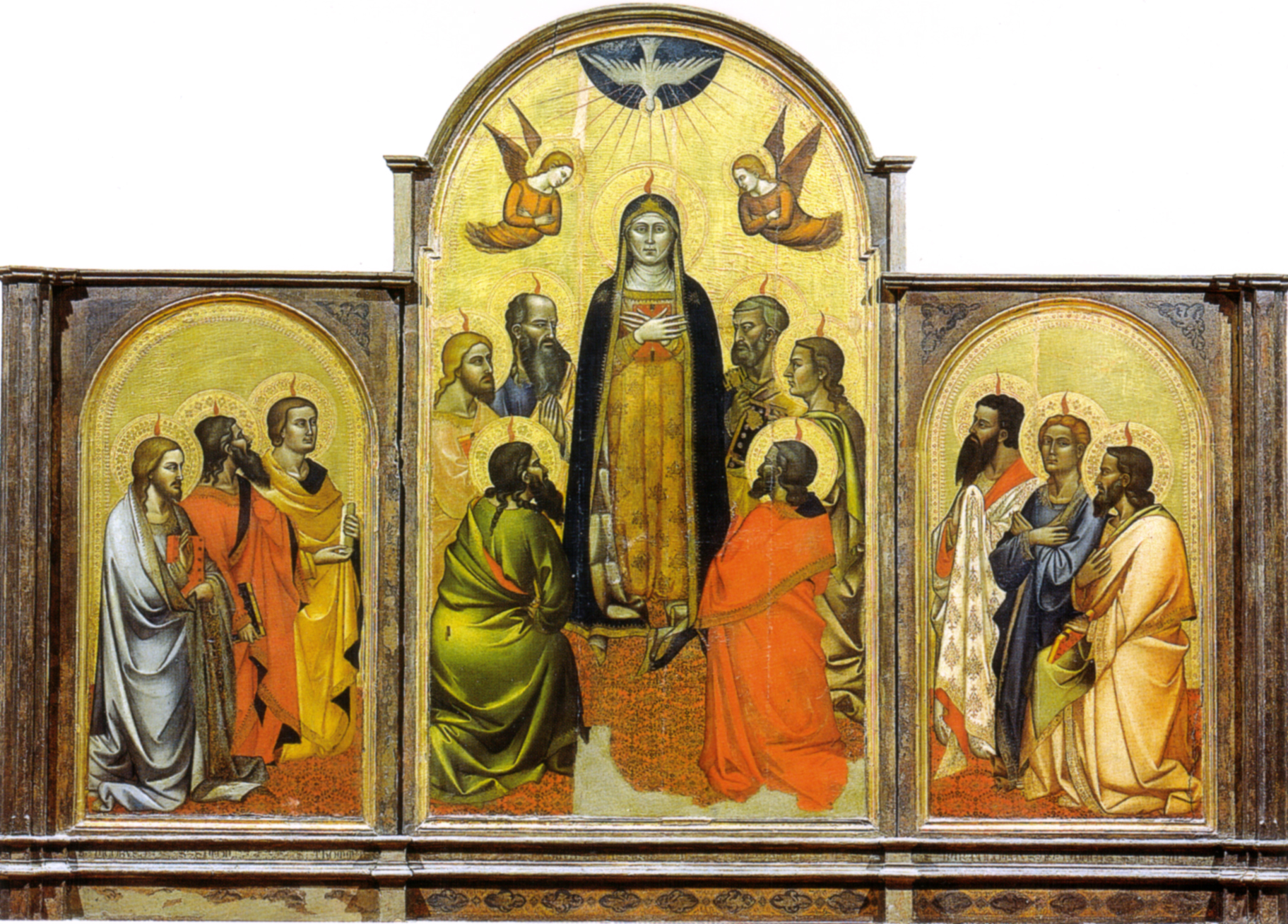
Orcagna, Pentecôte.

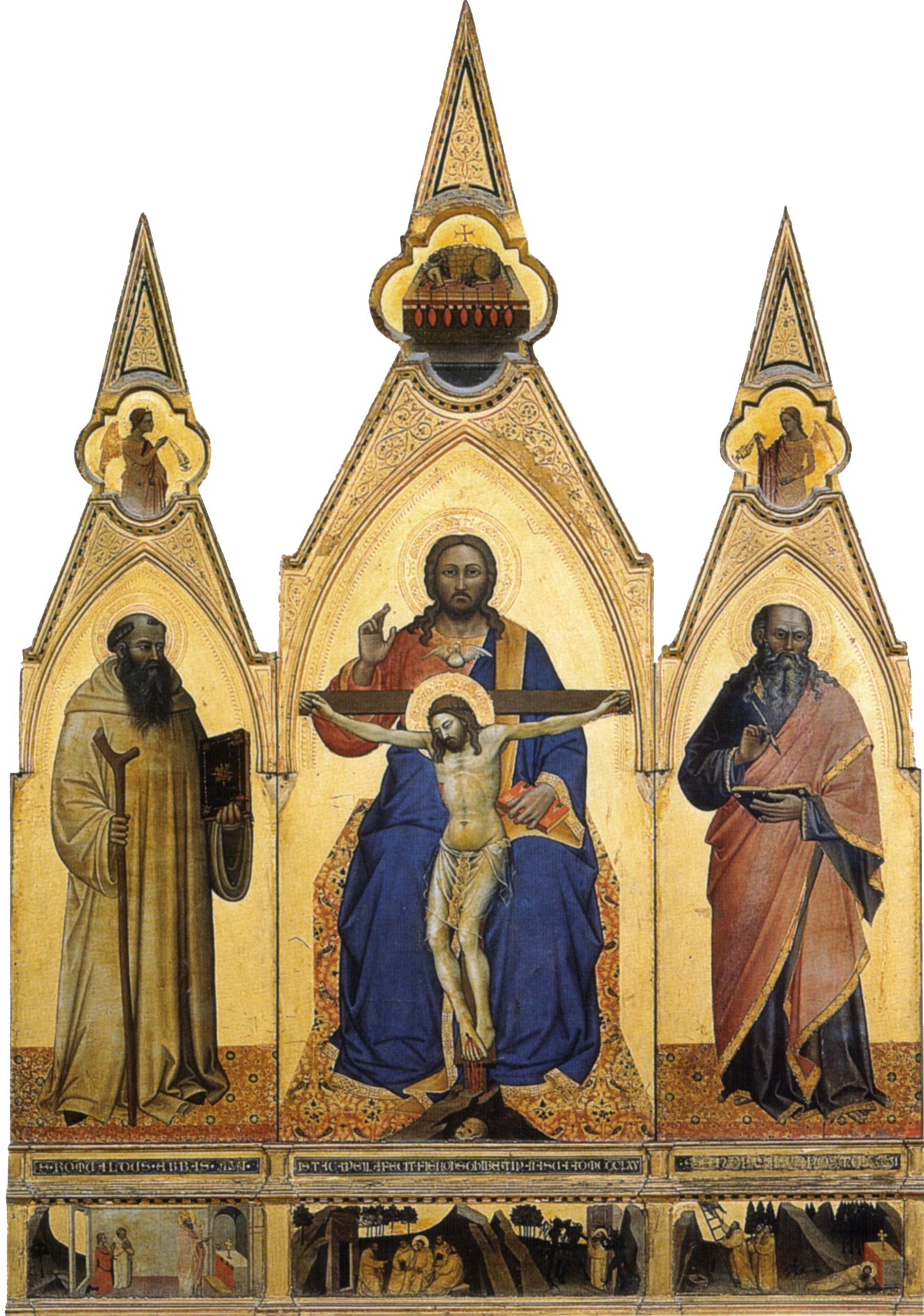
Nardo di Cione, Trittico del thronum gratiae.

La salle doit son nom à l'exposition d'œuvres créées par les trois frères peintres actifs à Florence au XIVe siècle, Andrea Orcagna ou Andrea di Cione, et de ses suivistes, comme ses frères Nardo di Cione et Jacopo di Cione :
- Andrea Orcagna :
  - Madonna in trono con Bambino e santi (1355),
  - Pentecôte (1365) ;
- Nardo di Cione, Trittico del Thronum Gratiae (1365) ;
- Maestro della predella dell'Ashmolean Museum :
  - San Lorenzo, Santo Vescovo (1360-1365),
  - Madonna col Bambino (1370-1390) ;
- Maestro dell'altare di San Niccolò, Madonna dell'Umiltà e quattro angeli (1350-1380 ;
- Niccolò di Tommaso, Incoronazione della Vergine con angeli e santi (1370) ;
- Jacopo di Cione :
  - Cristo crocifisso fra la Vergine e San Giovanni con quattro angeli (1380-1398),
  - Madonna dell'Umiltà (1380),
  - Incoronazione della Vergine (1372-1373) ;
- Maestro dell'infanzia di Cristo (Jacopo di Cione ?) :
  - Madonna col Bambino, Annunciazione, Crocifissione e santi (1380-1399),
  - Episodi dell'Infanzia di Cristo (1365-1375) ;
- Maestro della Cappella Rinuccini (Matteo di Pacino ?) :
  - Visione di san Bernardo e santi (1365),
  - Elemosina di sant'Antonio Abate (ap. 1370),
  - Santi Michele Arcangelo, Bartolomeo, Giuliano e una donatrice (1348) ;
- Giovanni da Milano, Compianto di Cristo (1365) ;
- Attribué à Giottino, Madonna col Bambino in trono con santi e angeli (1360) ;
- Maestro della Misericordia dell'Accademia (Giovanni Gaddi ?) :
  - Madonna col Bambino fra i santi Pietro e Paolo (1360),
  - Stigmate di san Francesco, Natività, Conversione di san Paolo (1370-1375),
  - Madonna della Misericordia (1380),
  - Madonna col Bambino in trono e otto santi (1380) ;
- Andrea Buonaiuti, Sant'Agnese, Santa Domitilla (1365) ;
- Don Silvestro dei Gherarducci, Madonna dell'Umiltà e Angeli (1370-1377) ;
- Maestro dell'Annunciazione dei Linaioli et Mariotto di Nardo, Annunciazione, Natività, Epifania, Presentazione al tempio, profeti (1350-1360, 1390-1400) ;
- Giovanni del Biondo, San Giovanni Evangelista in trono (1380-1385) ;
- Cenni di Francesco, Madonna col Bambino fra otto santi e quattro angeli (1380-1390) ;
- Anonyme florentin, Incoronazione della Vergine e santi (1390-1399).

### PetiteSala del tardo Trecentoet grandeSala del tardo Trecento II

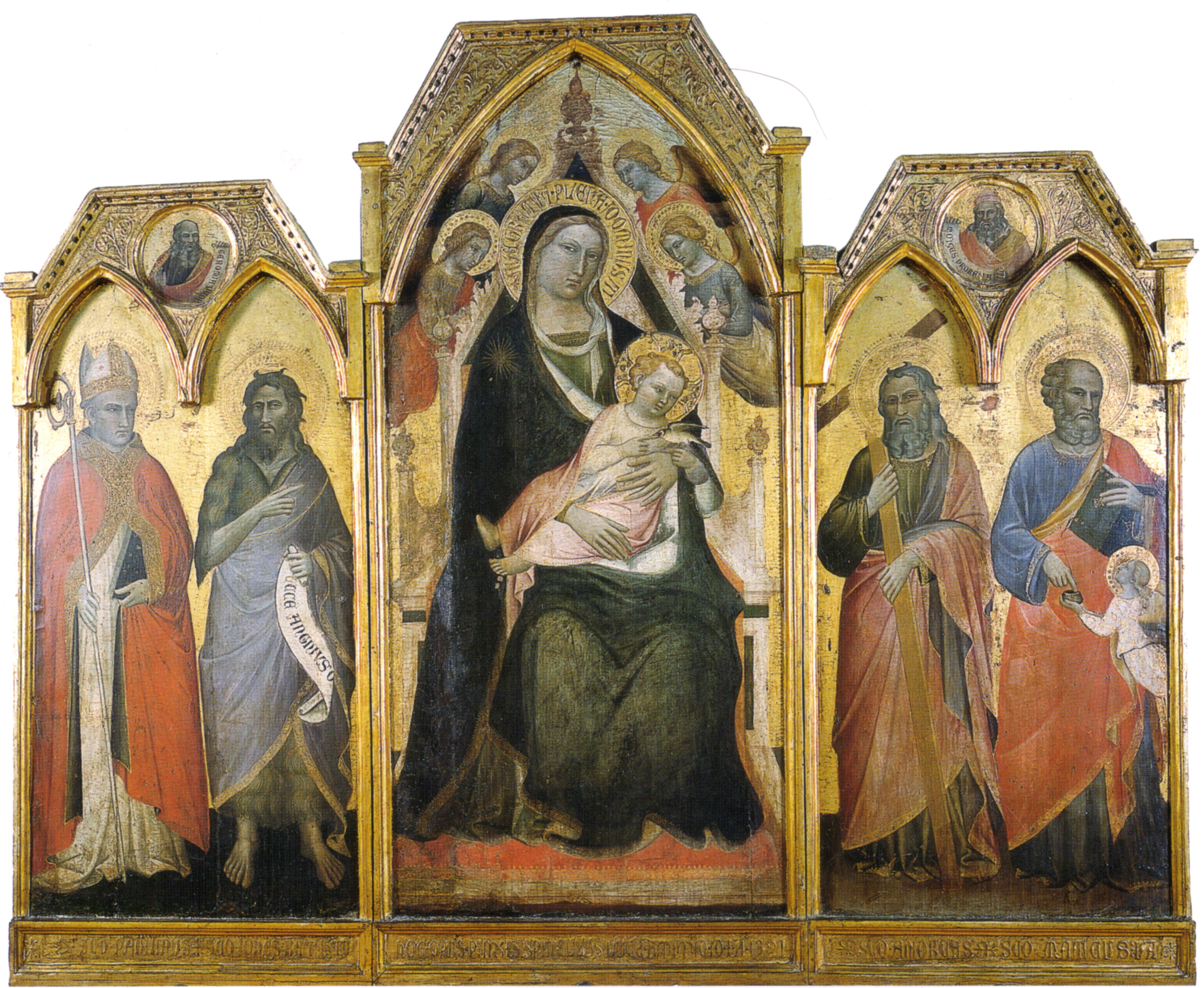
Triptyque de Spinello Aretino.

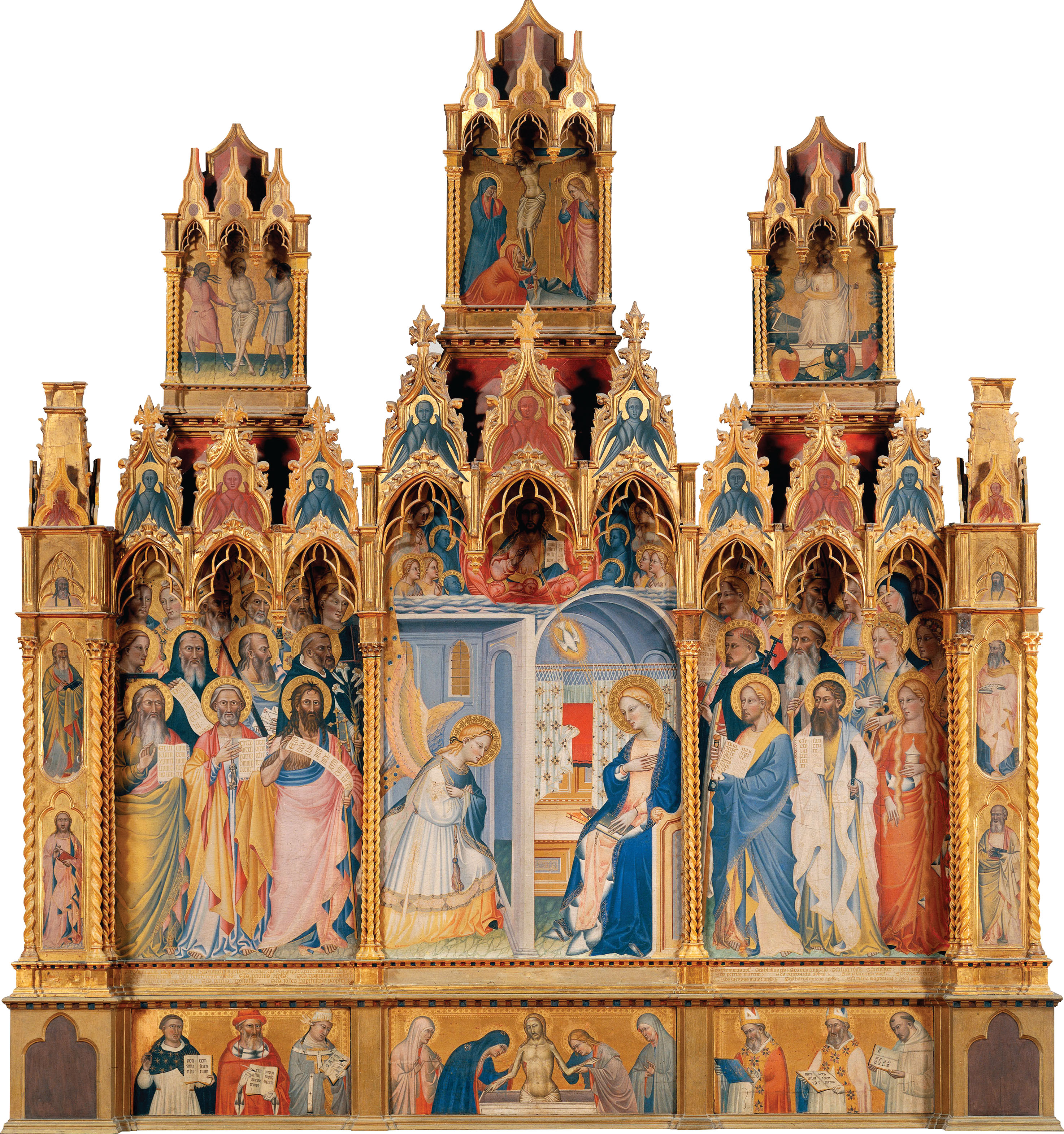
Polyptyque de Giovanni del Biondo.

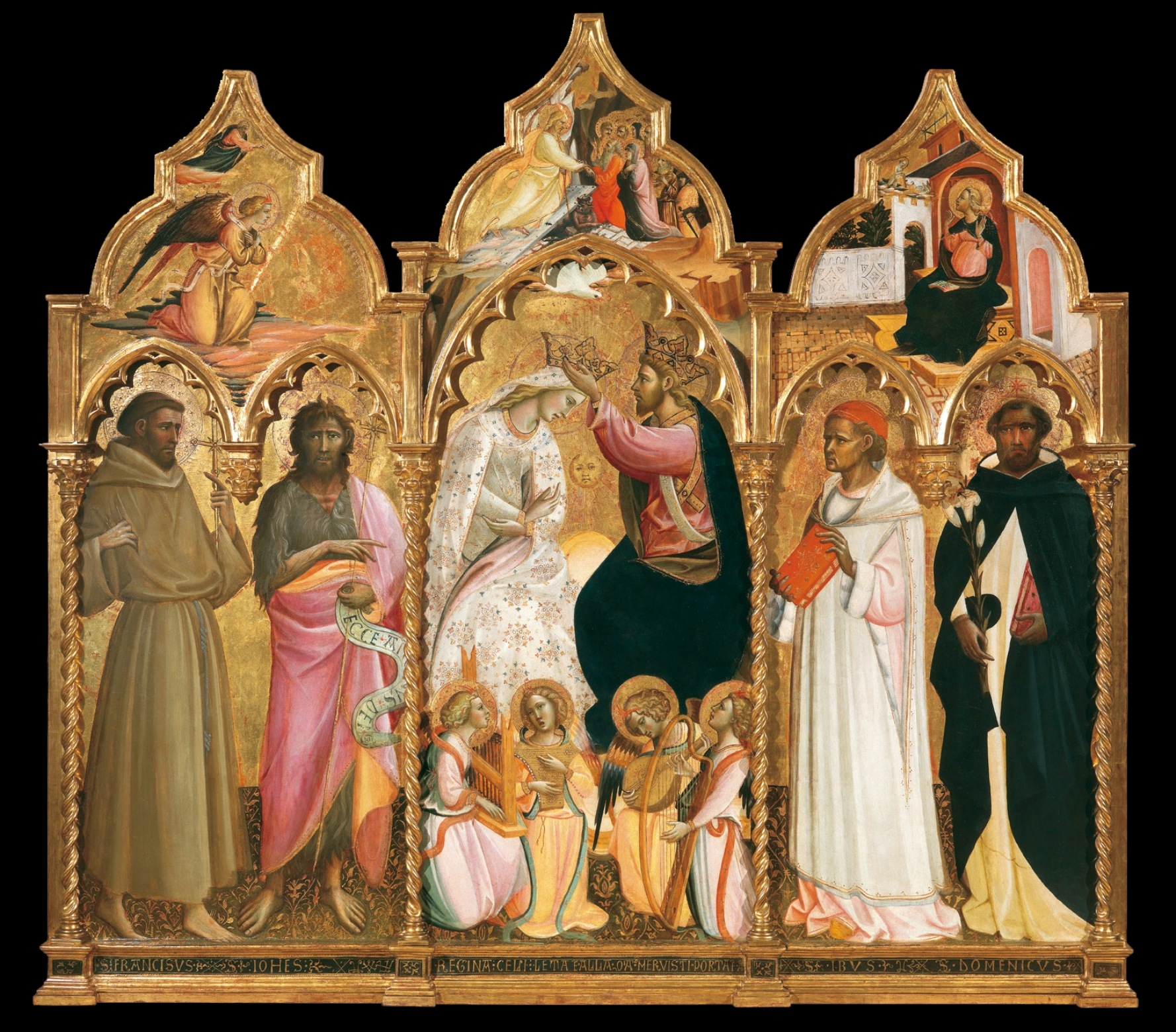
Polyptyque de Giovanni dal Ponte.

La salle présente des œuvres créées entre la fin du XIVe siècle et le début du XVe siècle, par Giovanni del Biondo, Mariotto di Nardo, Rossello di Jacopo Franchi, Spinello Aretino, dont l'antependium brodé de fils d'or, d'argent sur un long panneau de soie polychrome de Jacopo Cambi daté de1336, une œuvre atypique.
- Giovanni del Biondo, Polittico con l'Annunciazione e santi (1380–1385) ;
- Mestro « Francesco », Madonna col Bambino tra due angeli e due santi (1391) ;
- Spinello Aretino, Trittico della Madonna in trono e santi (1391) ;
- Lorenzo di Niccolò, Incoronazione della Vergine e quattro angeli musicanti, San Zanobi, San Bartolomeo (1400-1410) ;
- Mariotto di Nardo :
  - Madonna col Bambino e santi, Angelo Annunciante, Crocifissione, Vergine Annunciata, Storie della Vergine,
  - Crocifissione e quattro storie di san Nicola (1415) ;
- Cenni di Francesco, Natività (1395-1400 ;
- Niccolò di Pietro Gerini :
  - Madonna col Bambino e santi (1410),
  - Cristo in Pietà con i simboli della Passione, Il Redentore e santi, Le eseque di un confratello (1404 –1408),
  - Madonna col Bambino in trono e due santi (1400),
  - Madonna col Bambino e santi (1404),
  - La Santissima Trinità con san Francesco e santa Maria Maddalena (1385),
  - Crocifissione con San Francesco adorante e santi (1390-1400),
  - San Giuliano e san Zanobi (1380-1400) ;
- Spinello Aretino, Santo Stefano (1400-1405 ;
- Maestro di Borgo alla Collina, Crocifissione tra la Vergine, san Francesco e un donatore (première moitié du XVe siècle) ;
- Giovanni del Ponte :
  - San Giacomo, Sant'Elena (1420-1430,
  - Polittico dell'incoronazione della Vergine e santi (première décennie du XVe siècle),
  - San Giuliano, San Giovanni Battista (1430) ;
- Rossello di Jacopo Franchi :
  - San Giovanni Battista, San Francesco (1400-1410),
  - Incoronazione della Vergine con angeli e santi (1422 ?) ;
- Bicci di Lorenzo :
  - Sant'Andrea e san Michele, San Girolamo e san Lorenzo (1420-1430),
  - Santi apostoli (1420-1425),
  - San Paolo, San Benedetto, San Giovanni Gualberto, San Pietro (1430-1435),
  - San Martino in trono, Elemosina di san Martino (1385-1389) ;
- Peintre florentin, Madonna dell'Umiltà fra due angeli (1390-1399) ;
- Jacopo Cambi, Incoronazione della Vergine fra otto angeli e quattordici santi (1336) ;
- Lippo d'Andrea, Madonna in trono con Bambino e santi (1430-1440) ;
- Mariotto di Nardo :
  - Annunciazione (1400-1410),
  - Madonna col Bambino e santi (1418),
  - Madonna col Bambino e santi, Angelo Annunciante, Crocifissione, Vergine Annunciata, Storie della Vergine,
- Spinello Aretino, Niccolò di Pietro Gerini, Lorenzo di Niccolò, Incoronazione della Vergine, angeli e santi (1401) ;
- Niccolò di Pietro Gerini ;
- Agnolo di Domenico del Mazziere, Quattro Evangelisti (début du XVe siècle) ;
- Mariotto di Nardo, Madonna col Bambino e santi (1380-1400) ;
- Giovanni del Biondo, Presentazione al Tempio tra san Giovanni Battista e san Benedetto (1364).

### Sala di Lorenzo Monaco

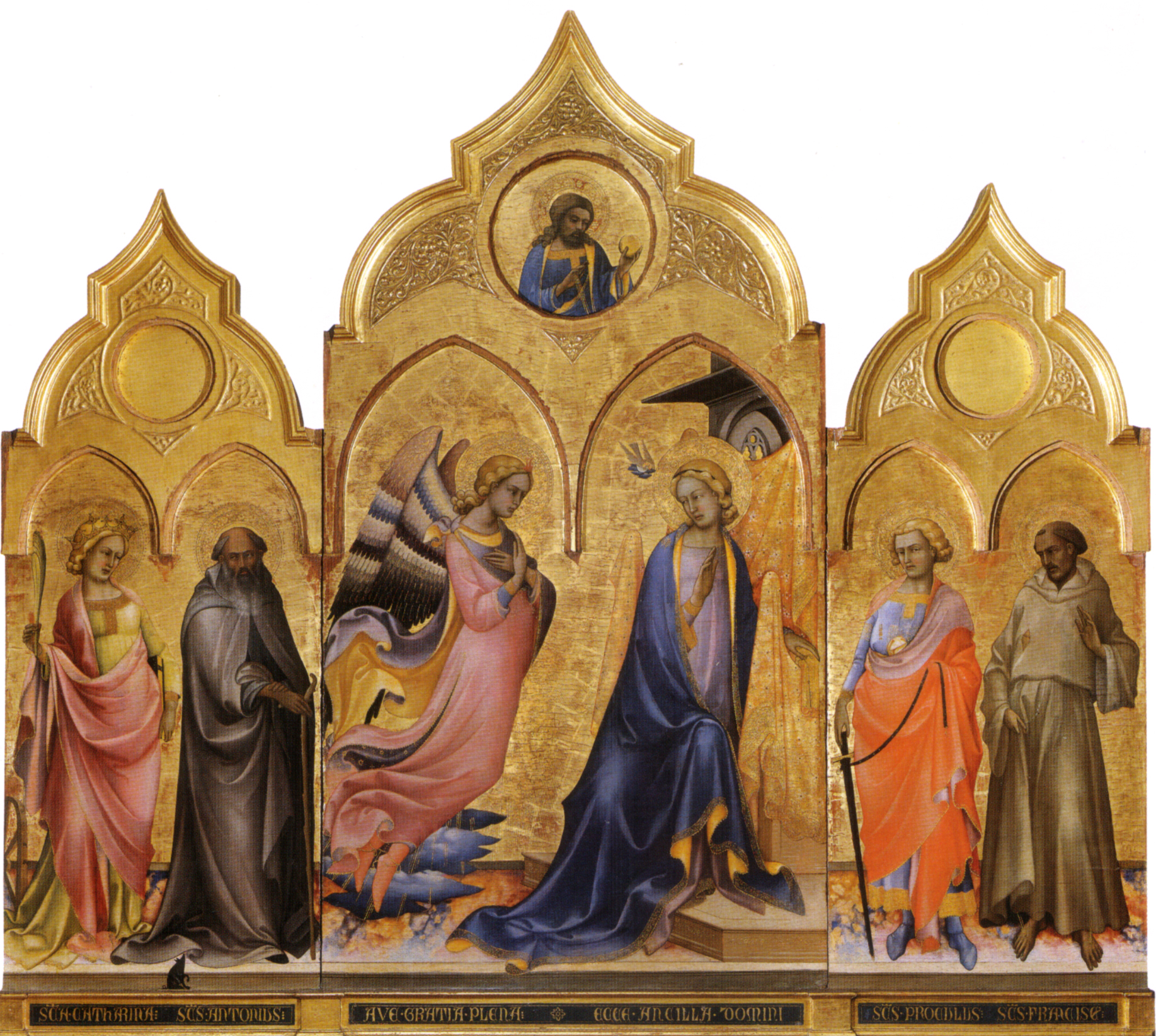
Lorenzo Monaco, Triptyque de l'Annonciation.

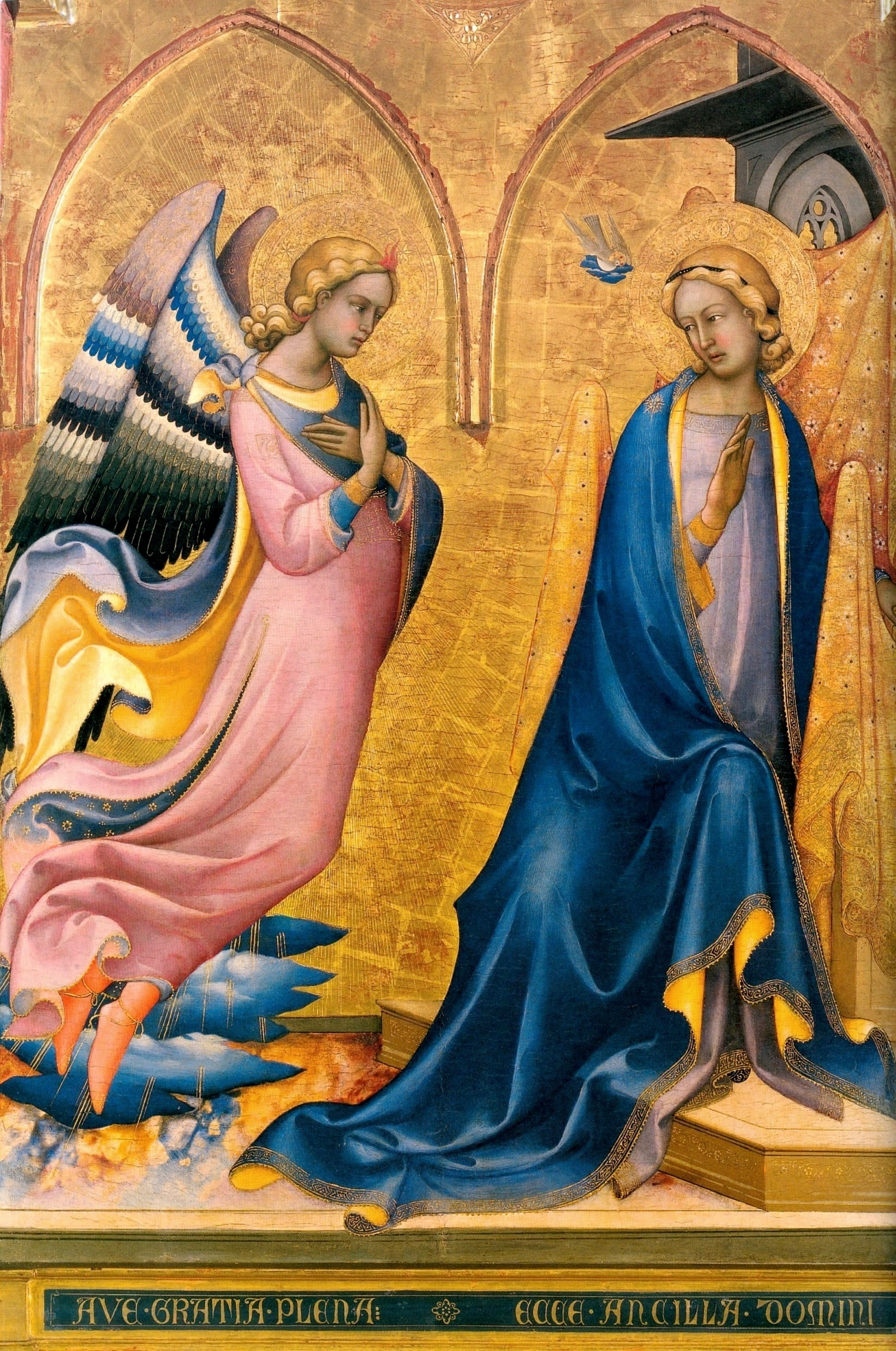
Détail du groupe central du Triptyque de l'Annonciation de Lorenzo Monaco.

La salle contient une importante collection d'œuvres créées par Lorenzo Monaco. 
- Lorenzo Monaco :
  - Madonna col Bambino in trono fra i santi Giovanni Battista, Lucia, Antonio Abate, Pietro, Giuliano e Caterina (1395-1400),
  - San Moisè, san Giovanni Battista, san Pietro, san Paolo (1395),
  - avec le « Maestro della predella Sherman », Madonna del latte con santi e angeli, Annunciazione, Crocifissione con dolenti, santi, (1390), 1425 –1430,
  - Croce sagomata e dipinta(1400-1410), un crucifix sans relief, chantourné et peint, venant de l'hôpital Santa Maria Nuova de Florence,
  - Triptyque de l'Annonciation (1410),
  - Redentore benedicente (1410-1415),
  - Crocifissione, Vergine dolente, San Giovanni Evangelista (1405-1410),
  - Polittico della Madonna in trono e santi (1410),
  - Madonna col Bambino e santi (1408),
  - Santa Caterina d'Alessandria, san Caio Papa (1390-1400),
  - Cristo in Pietà con i simboli della Passione (1404),
  - Orazione nell'orto (1395-1400) ;
- Maestro della predella Sherman, Crocifissione (1415-1430) ;
- Bartolomeo di Fruosino, Croce sagomata e dipinta (1411) ;
- Andreas Ritzos (ou Rico), Madonna col Bambino e angeli con gli strumenti della Passione (1450-1490) ;
- Mariotto di Cristofano, Episodi della vita di Cristo e della Vergine (ap. 1450) ;
- Agnolo Gaddi ;
  - Madonna del Latte e santi (1380),
  - Madonna dell'Umiltà con sei angeli (1395).

### Sala del Gotico internazionale

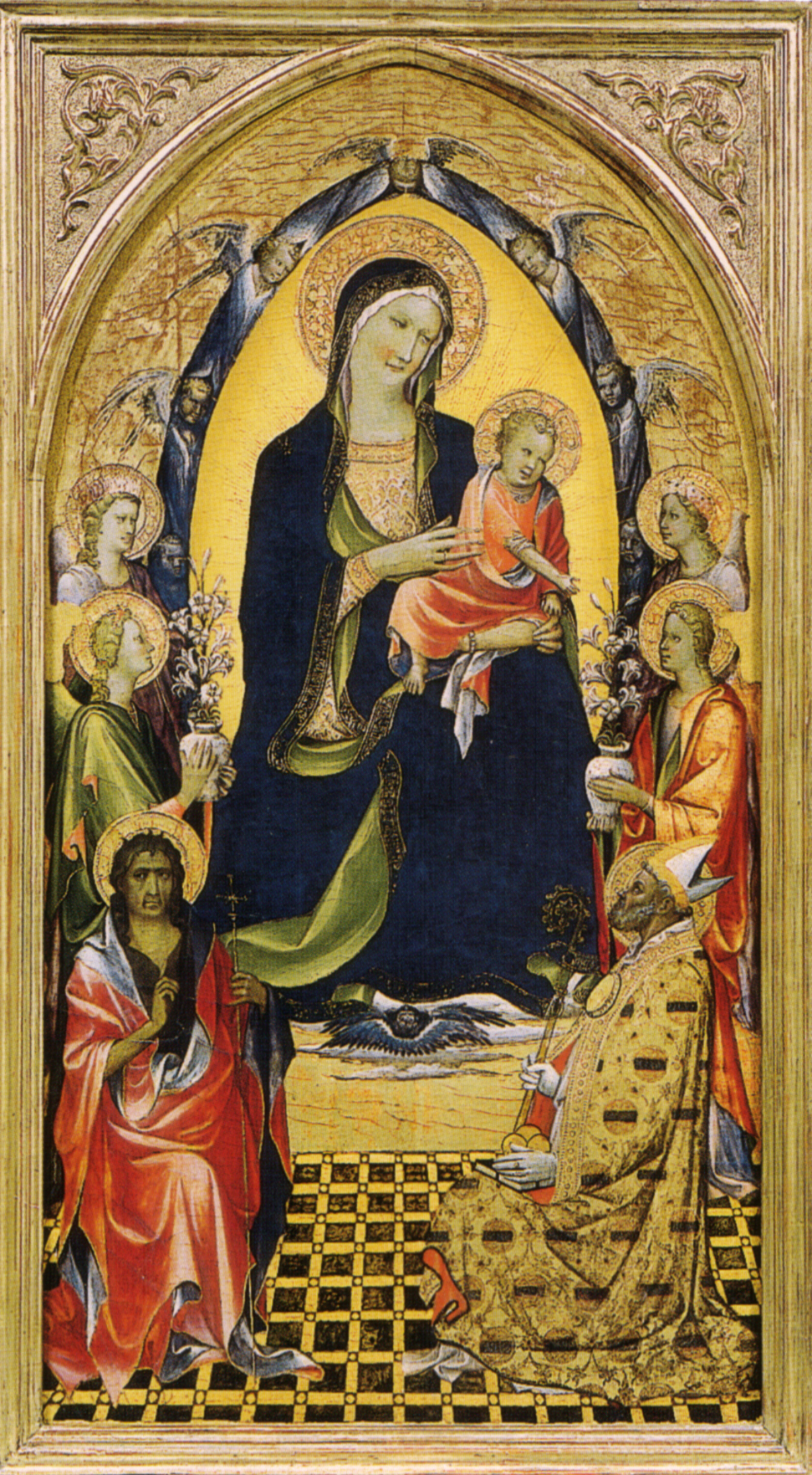
Gherardo Starnina, Vierge à l'Enfant.

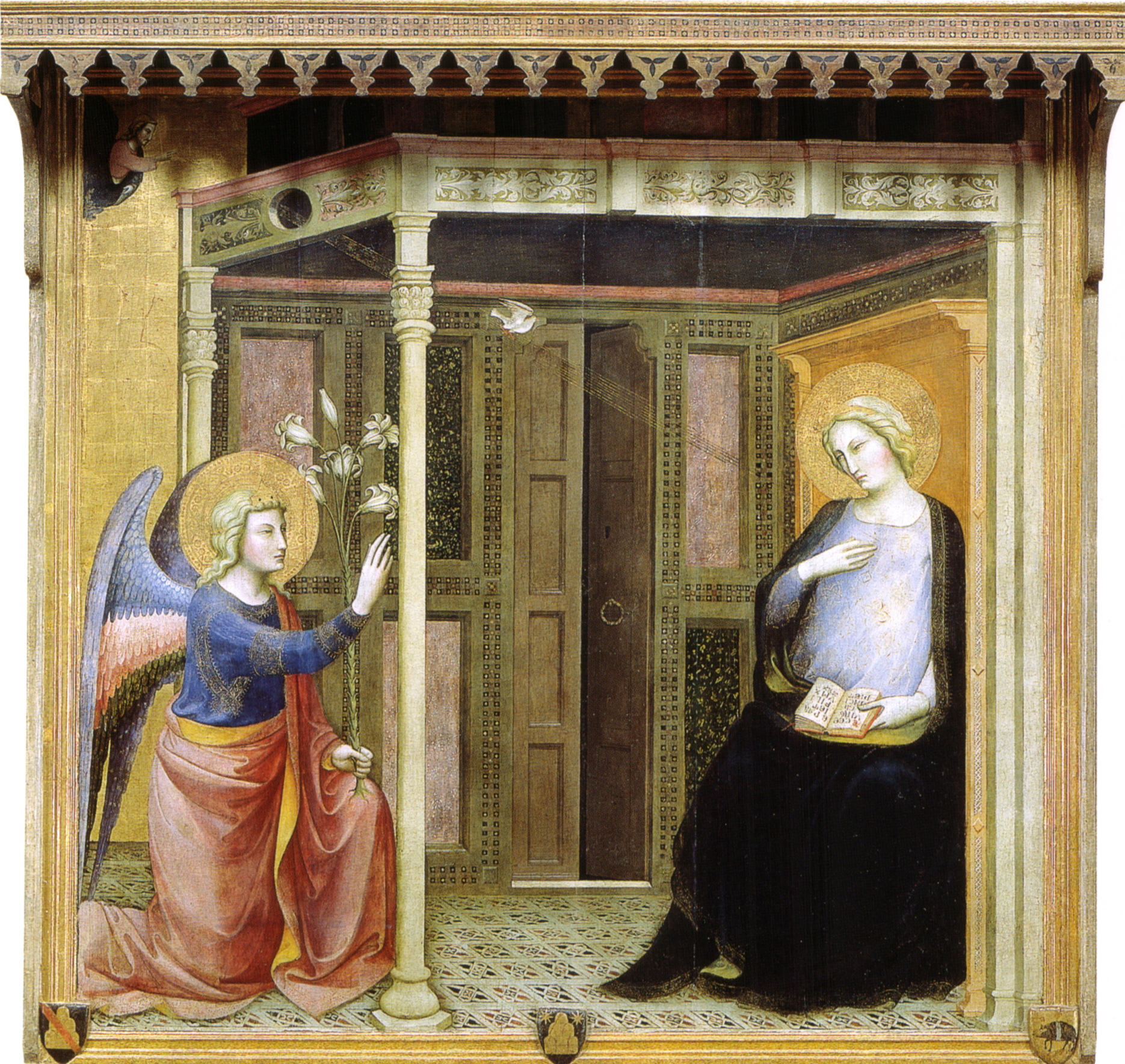
Maître de la Madone Straus, Annonciation.

Des peintures du gothique international sont présentées dans cette salle :
- Gherardo Starnina, Madonna col Bambino, santi e angeli (1400-1410) ;
- Maestro di Borgo alla Collina : Madonna col Bambino e santi (1420) ;
- Maestro della Madonna Straus :
  - Annunciazione (1400-1410),
  - Santa Caterina d'Alessandria, San Francesco (1400-1410), proviennent du couvent de San Jacopo De' Barbetti, polyptyque démembré[12],
  - Madonna col Bambino fra i santi Matteo e Michele Arcangelo (1385),
  - Cristo in pietà con i simboli della Passione (1405) ;
- Peintre florentin :
  - San Nicola e san Pietro (verso : Prophète Isaïe (?) et tête d'ange),
  - San Pietro Martire e sant'Eustachio (verso : Prophète Jérémie et tête d'ange),
  - Santa Reparata (ou Dorotea) e san Giacomo (verso : ange avec trompette),
  - San Girolamo e una santa ;
- Maestro di Sant'Ivo :
  - Madonna col Bambino e santi (1400-1415),
  - Madonna col Bambino e quattro santi (1390-1410) ;
- Maestro della Crocifissione Grigg :
  - Incredulità di san Tommaso (1419-1420),
  - Crocifissione, Stigmate di san Francesco e un miracolo di san Nicola di Bari (1423-1424),
  - Madonna col Bambino, due angeli musicanti e due santi (1423-1424) ;
- Maestro di Borgo alla Collina, Madonna in trono con Bambino e santi (1425) ;
- Rossello di Jacopo Franchi, Madonna col Bambino e santi (début du XVe siècle) ;
- Bicci di Lorenzo :
  - Matrimonio mistico di santa Caterina (1423-1425),
  - San Lorenzo (1420-1430);
- Maestro del 1416, Madonna col Bambino e santi (1416).